# Linköpings domkyrka

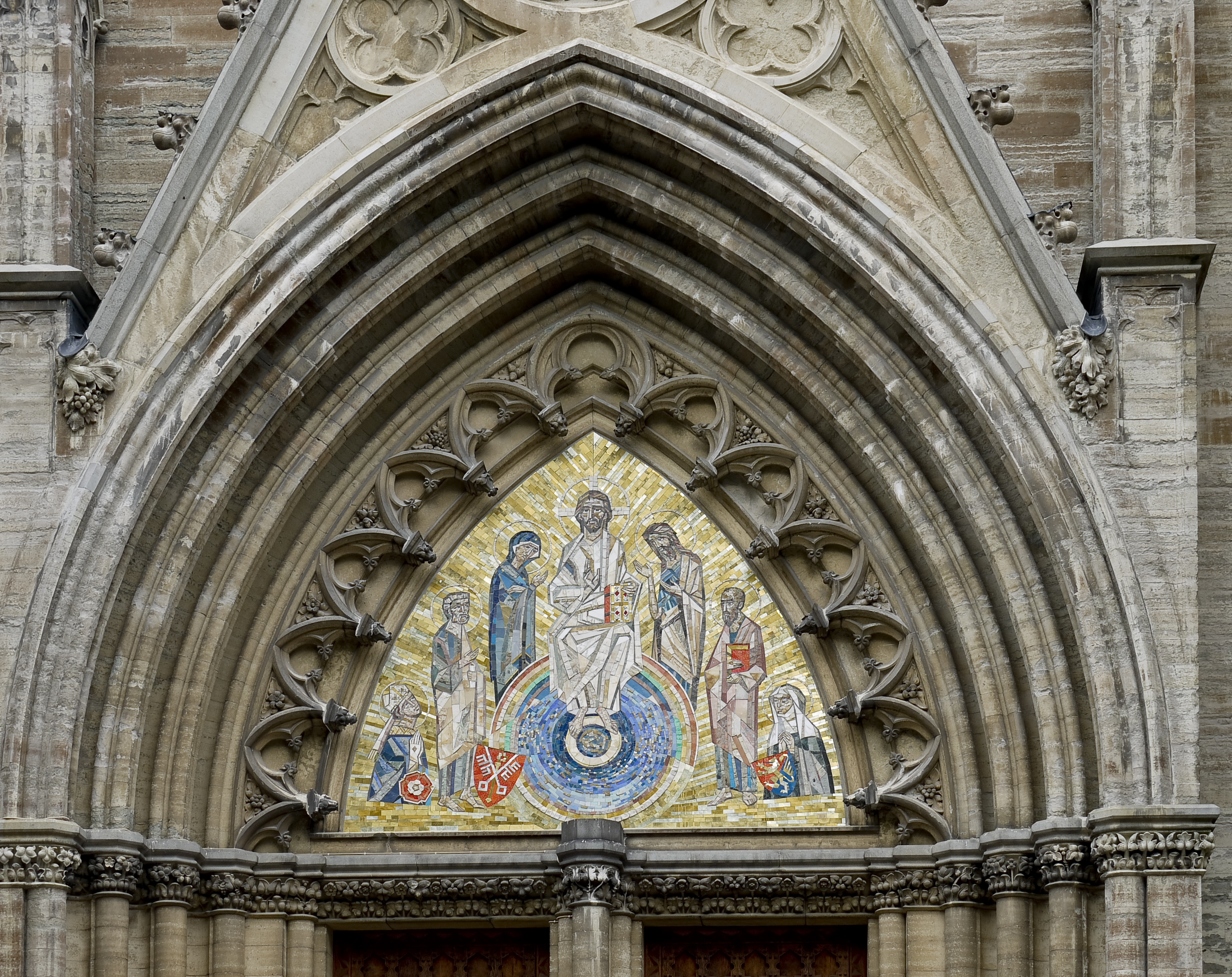
Huvudingångens tympanon, "Kristus Allhärskaren", mosaik av Bengt Olof Kälde.

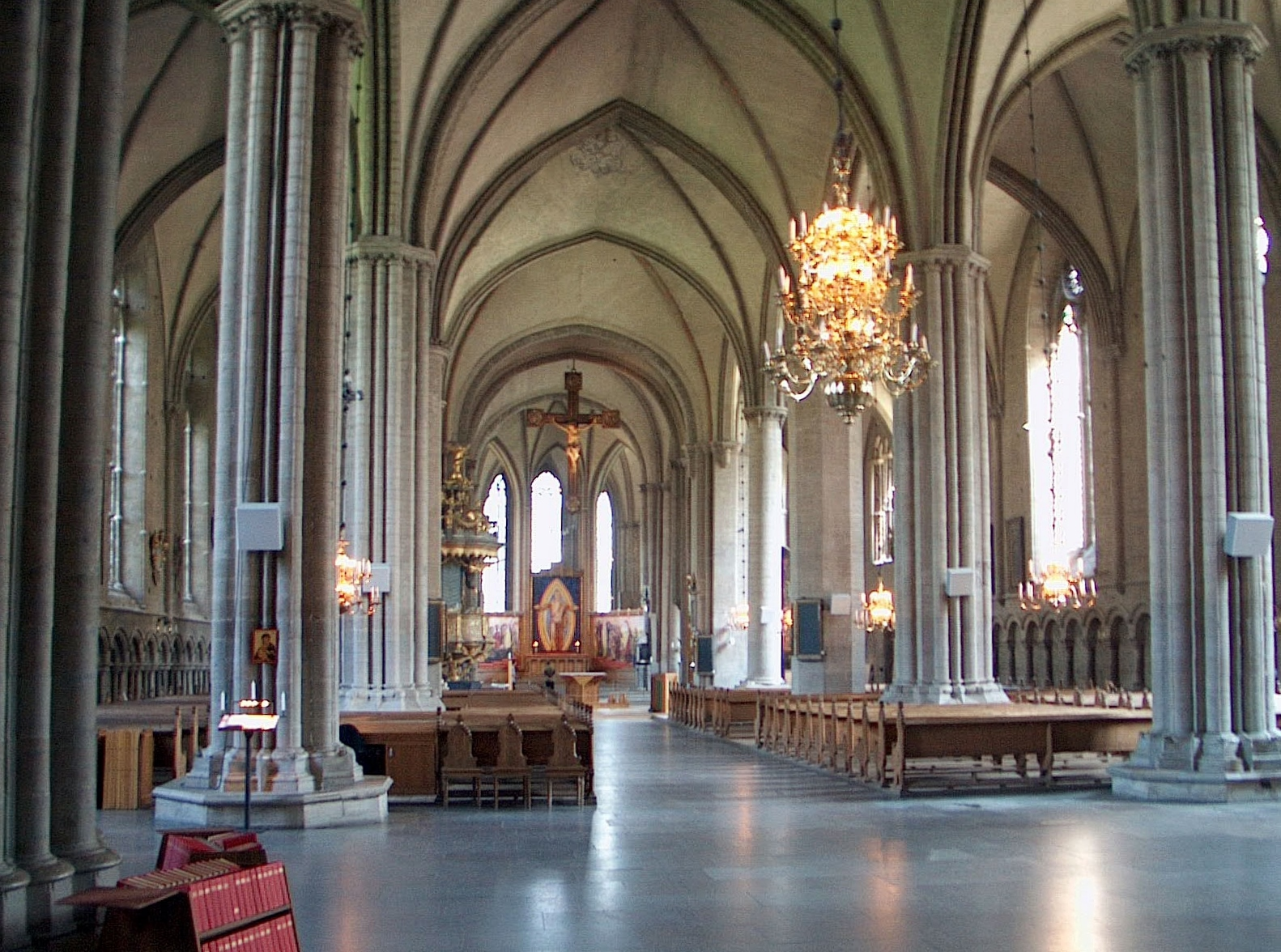
Interiör mot öster.

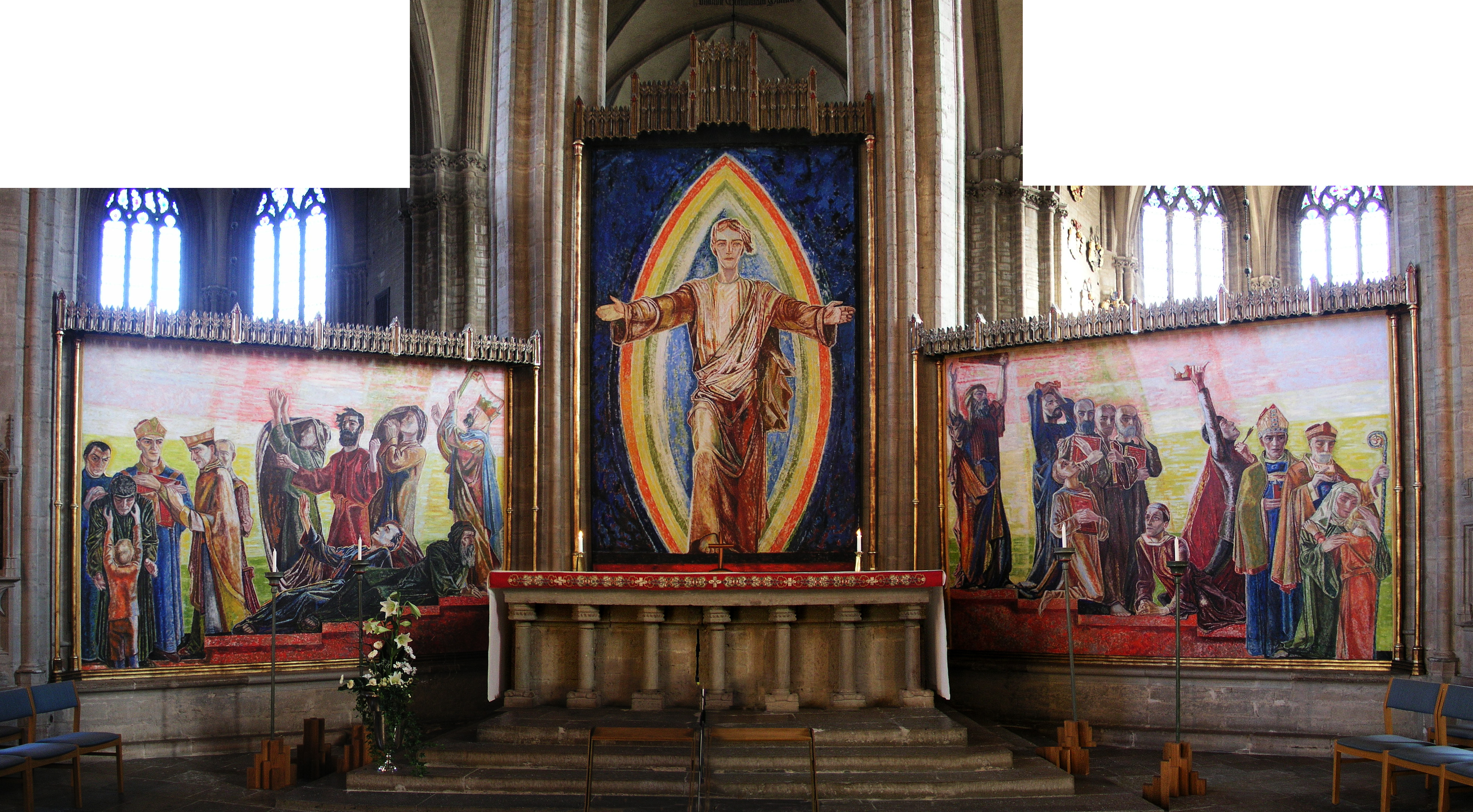
Altartavlan av Henrik Sörensen.

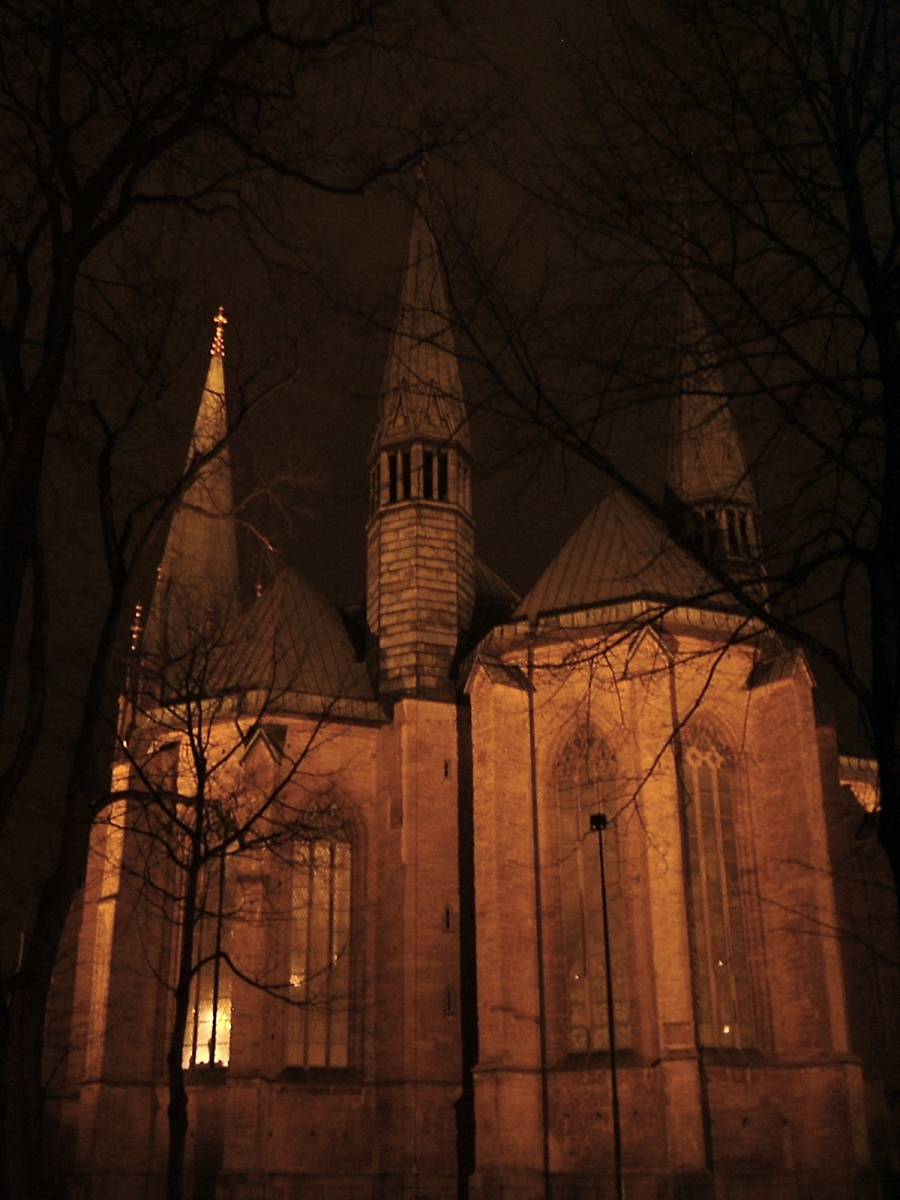
Det sengotiska koret om kvällen.

Linköpings domkyrka är en kyrkobyggnad belägen i centrala Linköping. Den är domkyrka i Linköpings stift och församlingskyrka för Linköpings domkyrkoförsamling inom Svenska kyrkan.
Domkyrkan började byggas under tidigt 1100-tal som en romansk basilika, i den medeltida stadskärnan med Linköpings slott, den äldre Storgatan och Stora torget. Under 1200-talet byggdes kyrkan om till en treskeppig hallkyrka i gotisk stil och utökades kraftigt i storlek. Den fick ett nytt tvärskepp och kor samtidigt som långhuset förlängdes. Under 1300-talet tillkom ytterligare byggnadsdetaljer i gotisk stil, såsom travéer, sidokapell, fönster, stjärnvalv och utsmyckning av arkader. Den nuvarande tornspiran på domkyrkans västtorn tillkom 1886, efter ritningar av Helgo Zettervall. Domkyrkotornet är 107 meter högt, och avtecknar sig tydligt i Linköpings stadssiluett.
Linköpings stift inrättades senast 1103, och kyrkan har haft status som domkyrka och biskopssäte från början. Byggnaden färdigställdes först i början av 1500-talet, men togs i bruk senast 1153 då biskop Gisle stod värd för den nyupprättade svenska kyrkoprovinsens första koncilium. Domkyrkan är helgad åt aposteln Petrus, under medeltiden vanligen benämnd Sankte Per.

## Historia

### Medeltiden
På 1000-talet fanns en träkyrka, eller åtminstone en begravningsplats, sannolikt på platsen. En stenkyrka började troligen byggas på 1120-talet och var kanske färdig 1143 och var med säkerhet färdig 1153, vilket är belagt genom dokument från det kyrkomöte som biskop Gisle och kung Sverker stod värdar för det året, och som ägde rum i Linköpings domkyrka.
Den var en romansk basilika och ungefär hälften så stor som dagens kyrka. Denna grund grävdes fram vid arkeologiska utgrävningar 1915–1916 och 1959–1961 och är kanske byggd med den äldsta stenkyrkan i Vreta kloster som förebild men med koret vänt på tvären. En troligare förebild är den gamla stenkatedralen i Roskilde. Det är när Linköpings stenkyrka byggs som Linköping (Liunga Kaupinga) första gången nämns som biskopsdöme i en handskrift, som i dag finns bevarad i Florens. Biskopens namn var Gisle (död på 1160-talet).
Lite drygt ett sekel senare, på 1230-talet, lät biskop Bengt, bror till Birger jarl, bygga ut domkyrkan. Sannolikt ansåg han den vara för liten, även om alla Linköpings invånare på den tiden gott och väl rymdes i kyrkosalen. Man förlängde kyrkan åt öster med ett nytt kor och tvärskepp. Dessa delar, i senromansk stil, finns fortfarande kvar i dagens kyrka. Från samma tid är det altarbord, som används i kyrkan i dag. Ombyggnaden nämns i ett påvebrev 1232.
Ombyggnad av tvärskepp och kor började under biskop Bengts tid (1220–1236).  Under biskop Lars tid (död 1258) förlängdes tvärskeppet, vilket bör ha varit klart vid kröningen av kung Valdemar Birgersson år 1251.
Under biskop Lars började arbeten med ett engelskinfluerat långhus, och man hann under hans tid troligen till tredje pelarparet från väster. Under byggnadstiden stod 1100-talskyrkan kvar innanför den nya kyrkans murar.
Biskop Henrik (1258–1283) införde en stiländring vid det fortsatta bygget av den nya kyrkan. Man övergick nu till westfalisk stil. Det blev en kort och bred kyrka, som under denna tid troligen blev så pass klar att man kunde börja riva den gamla kyrkan.
Biskop Henrik efterträddes av biskop Bengt II, son till Birger jarl. Under hans tid blev långskeppet färdigt, och diverse andra arbeten vidtog, bland annat en sakristia, höjda fönster, förstorade portaler med mera.
Mellan 1308 och 1360 under biskop Karls tid, förlängdes långhuset med de två västligaste travéerna och man byggde i hast en ny västfasad med stilinflytande från Kölnerdomen. Västfasaden blev delvis ett fuskbygge, möjligen för att man hade svårt med finansieringen. Med denna tillbyggnad hade kyrkan fått sin nuvarande längd. Troligen satte man upp en kalkstensskulptur av Petrus, kyrkans skyddspatron, i västportalens mittpelare.
I början av 1400-talet, då Knut Bosson Natt och Dag var biskop (1393–1436), byggdes med början 1408 tre kapell i sengotisk stil med stora fönster och stjärnvalv. Arbetet var ännu inte klart vid Knut Bossons död, och avbröts 1420 på grund av de stridigheter som igångsatts av upprorsmakaren och frihetshjälten Engelbrekt Engelbrektsson. De halvfärdiga murarna övertäcktes provisoriskt med ett sadeltak i trä.
Färdigställandet dröjde tills biskop Henrik Tidemansson (1467–1500) satte igång byggandet igen. Under hans tid blev koret klart. Från början var takbeläggningen bly, men biskop Hans Brask bekostade ett nytt koppartak. Därmed var det i flera hundra år utdragna kyrkobygget äntligen klart.

#### Fabeldjur och figurer i arkaden

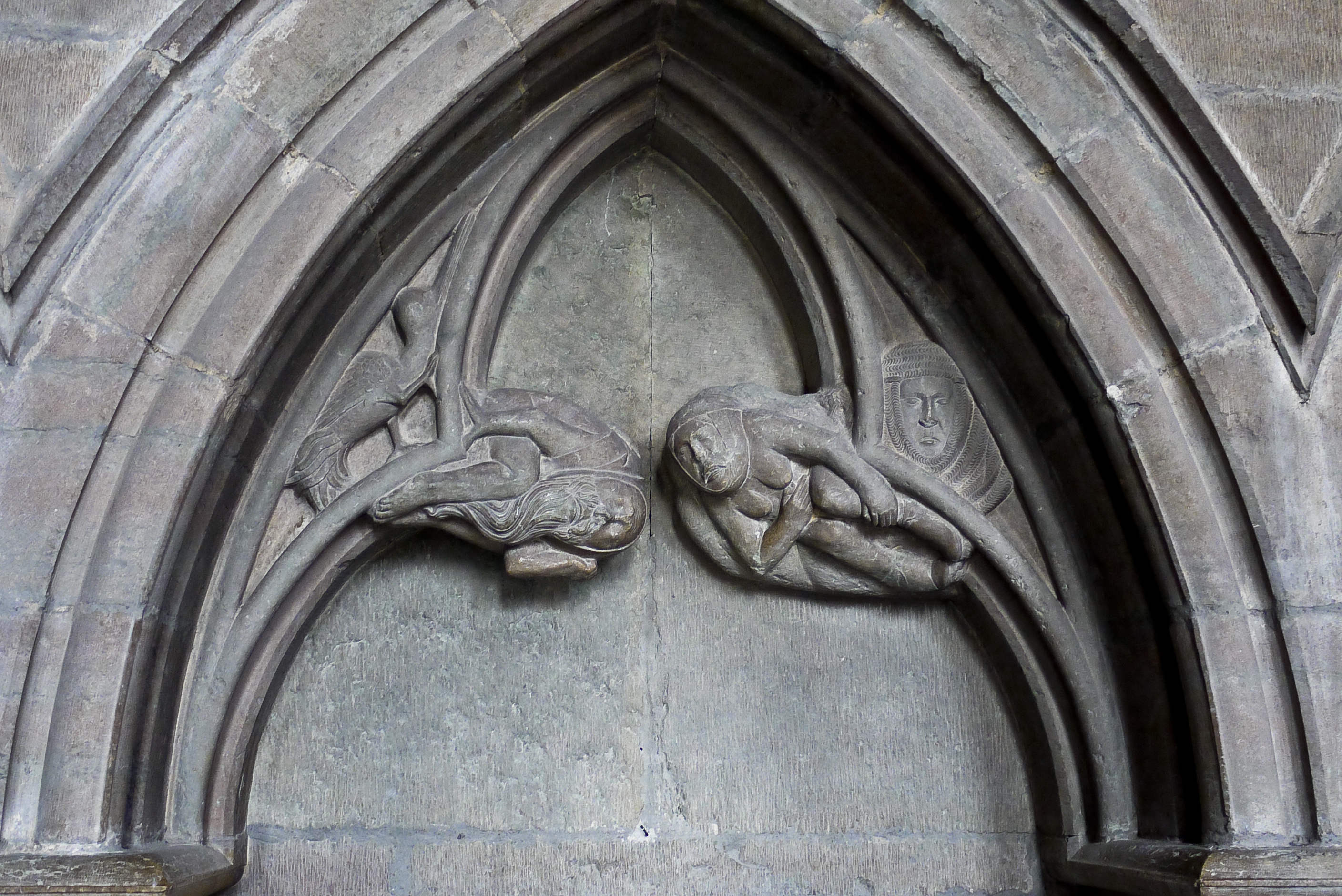
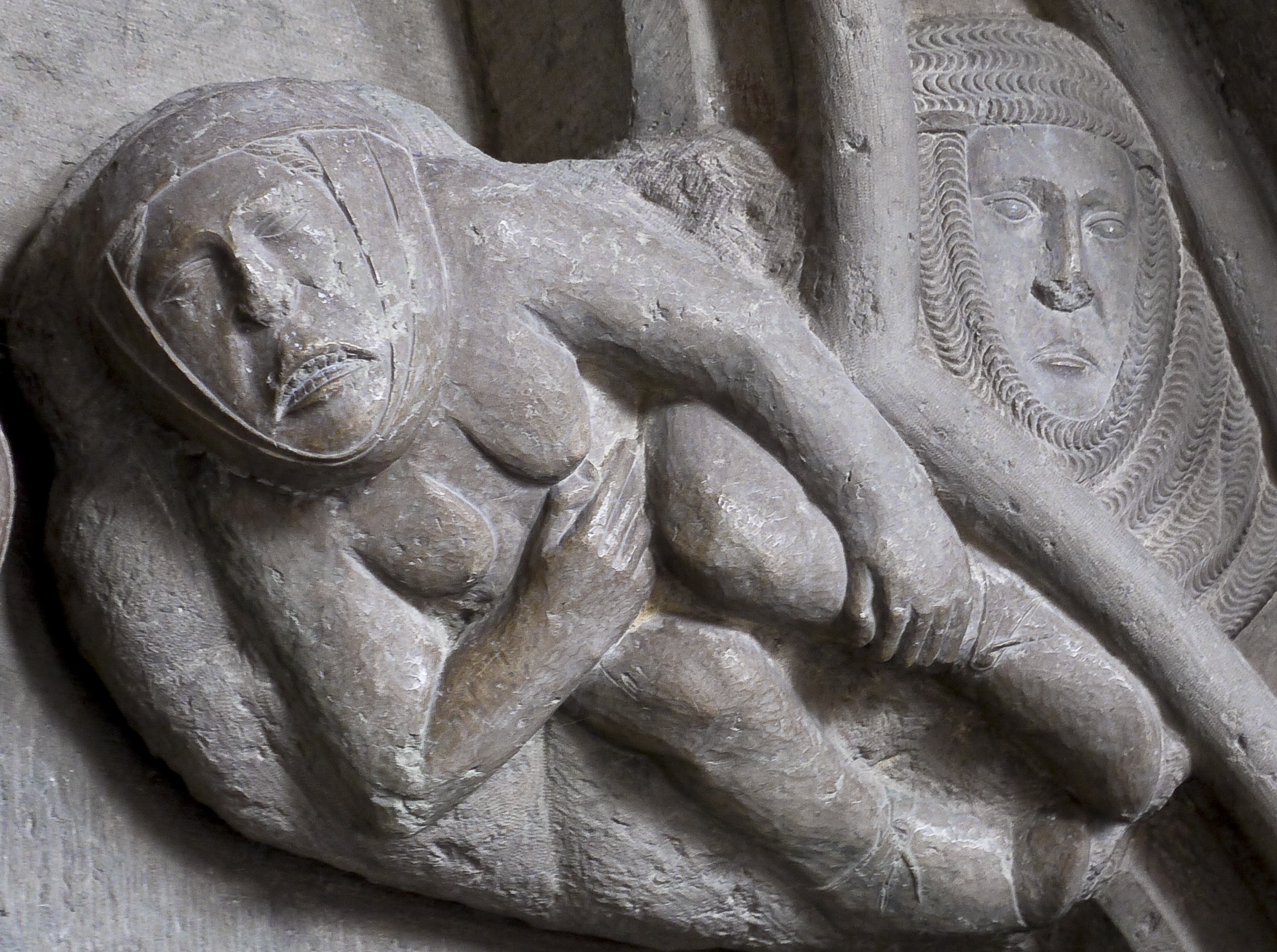
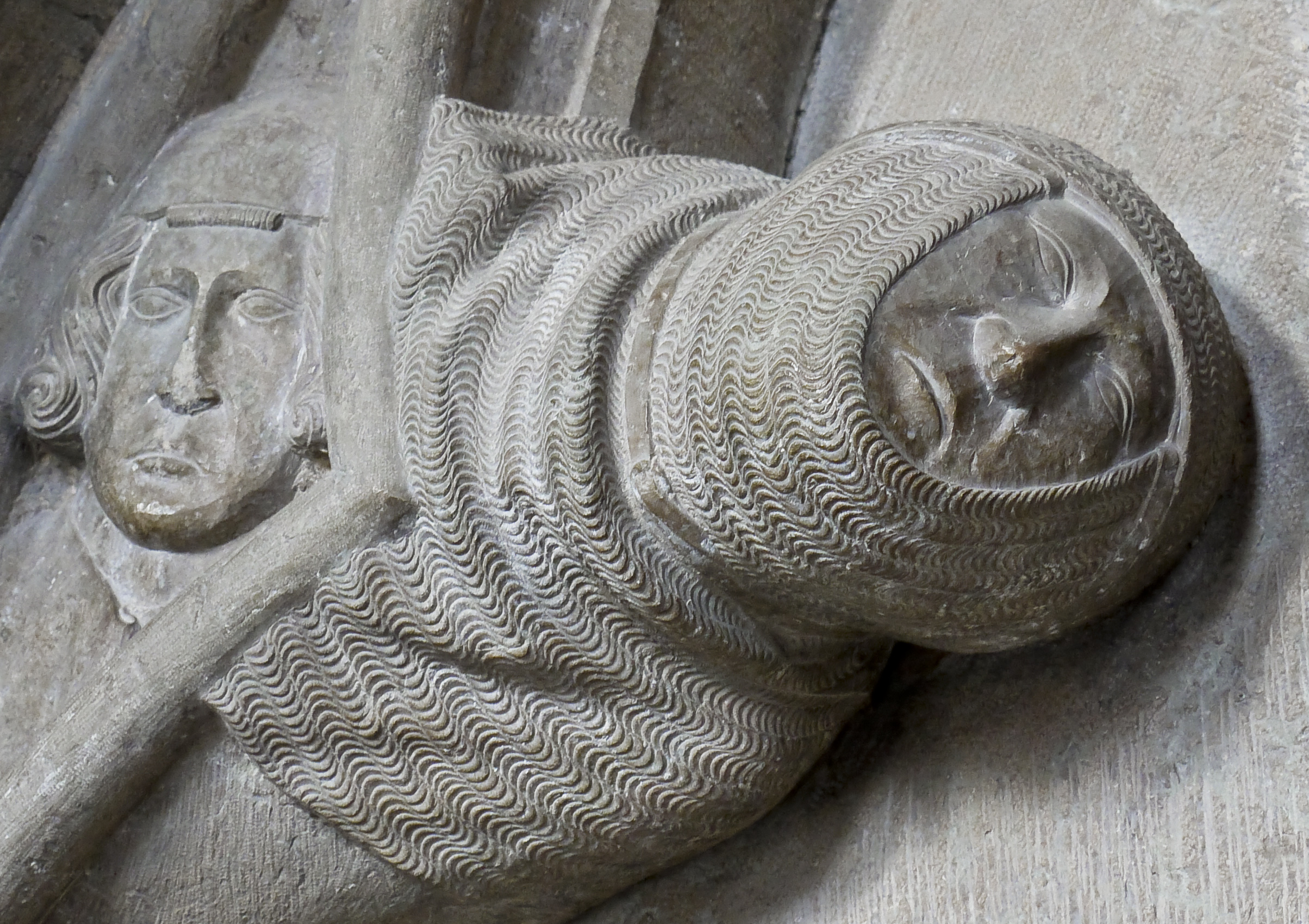
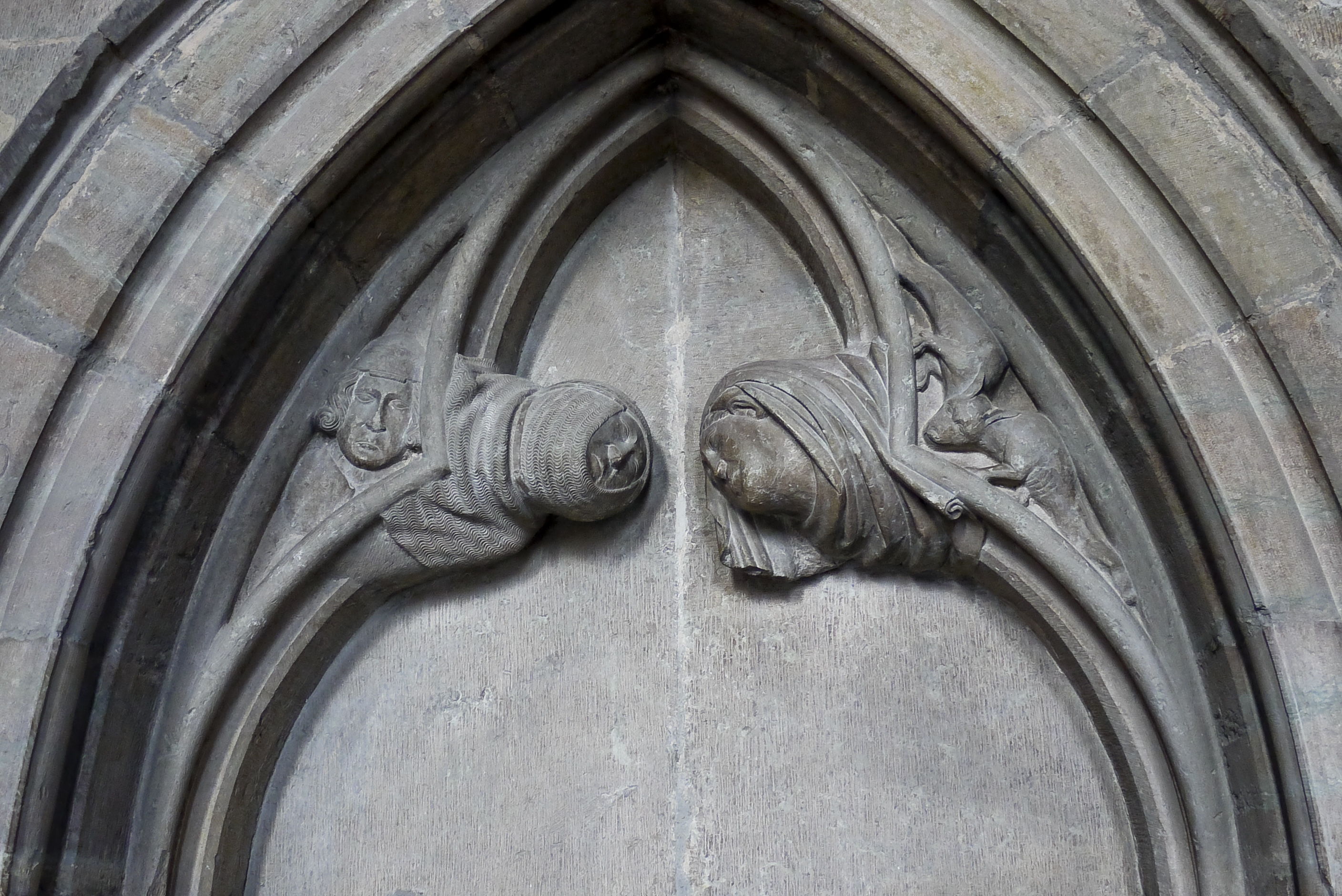
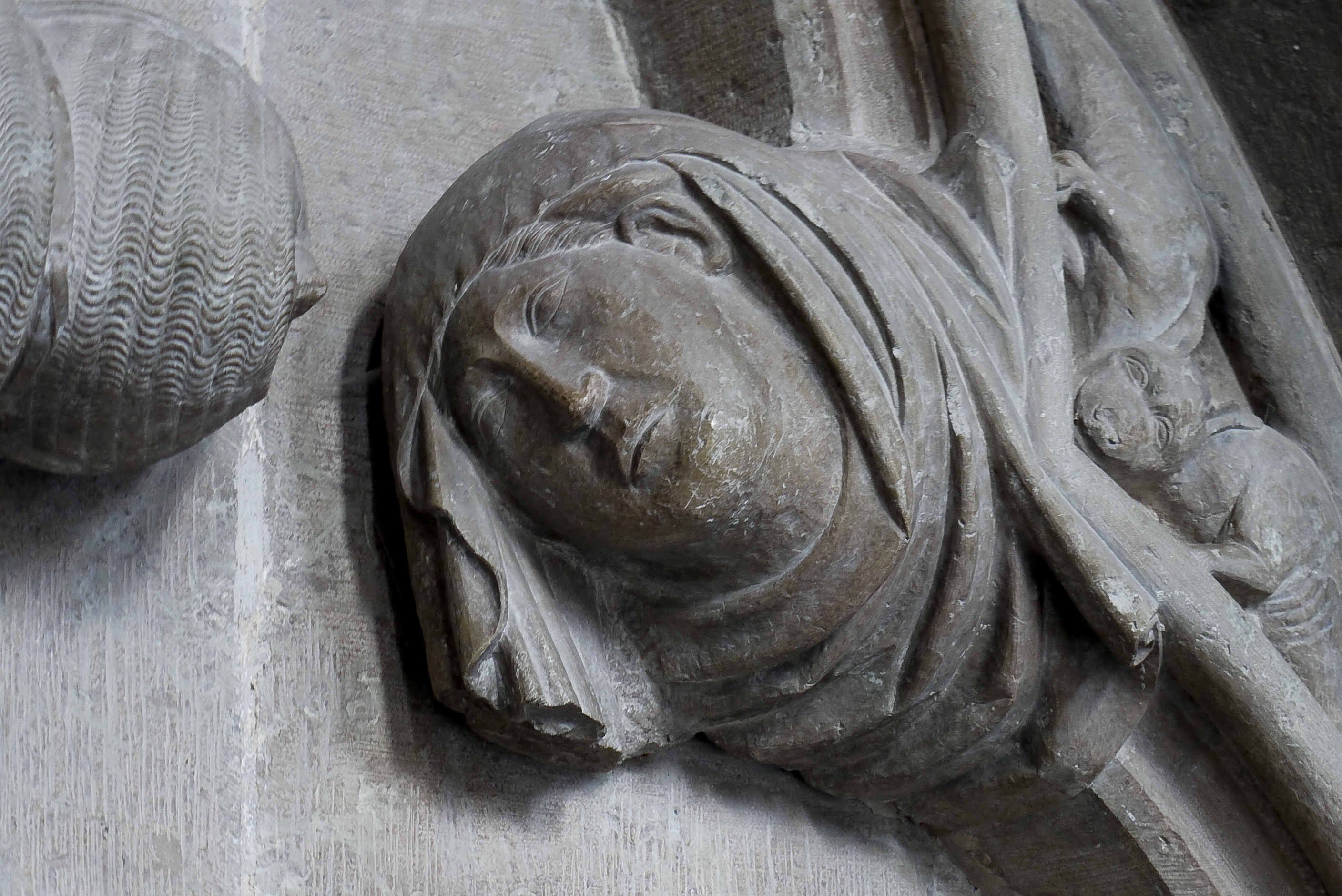

I blindarkaden till vänster i kyrkan finns en rad figurer, såväl människor som fabeldjur. Förmodligen är dessa skulpterade av engelska stenmästare på 1300-talet. Motiven är troligen hämtade från tillgängliga förlagor och inplacerade utan inbördes sammanhang.

### Efter reformationen

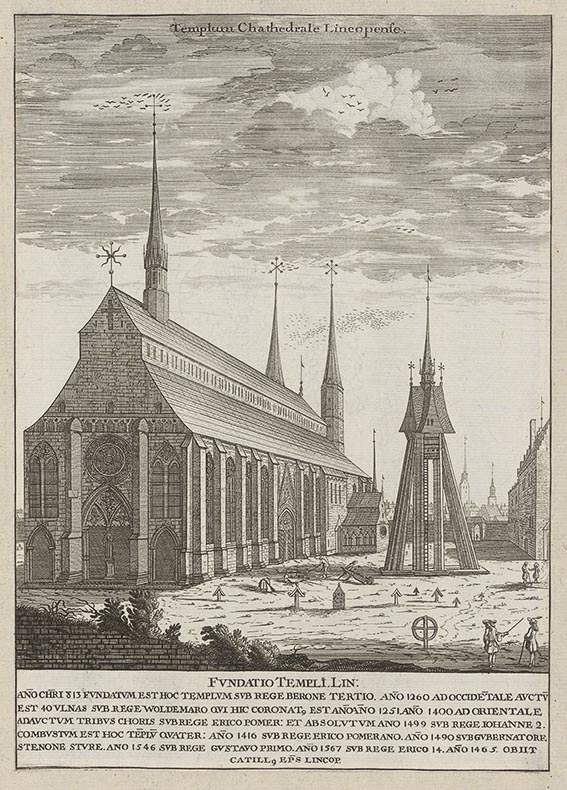
Linköpings domkyrka omkr. 1700. Ur "Suecia antiqua et hodierna".

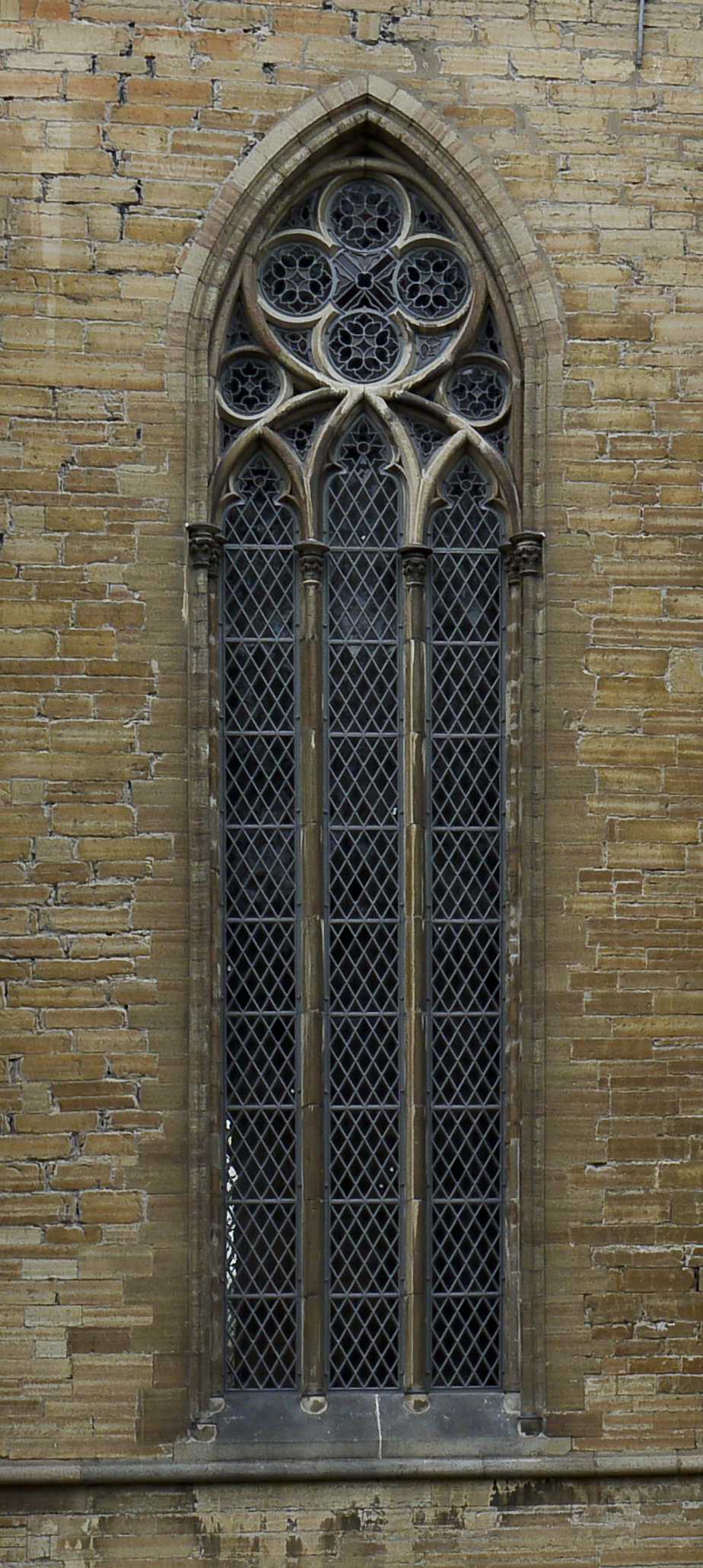
Kyrkfönster med metallspröjs.

Våren 1546 hemsöktes staden och domkyrkan av två svåra bränder, varvid puts och målningar förstördes, inklusive glasmålningarna, som aldrig kunde ersättas. När Nordiska sjuårskriget nådde Linköping 1567, brände stadsborna sin stad och flydde österut. Kyrkans tak brann av, en del valv rasade och hela inredningen gick till spillo. Johan III ryckte då in och lät reparera taket. År 1582 skänkte han den stora altartavlan, målad av Maarten van Heemskerck, som numera hänger vid södra väggen. Reparationerna var i stort sett klara 1596, men Braskens koppartak blev ersatt av ett enklare spåntak.
1623 tillkom en klockstapel på kyrkogårdens södra sida. I början av 1630-talet var Johan Werner d.ä. verksam i Linköping. Säkerligen var det han som då gjorde en kopia i sandsten av den medeltida, då skadade, Petrusskulpturen i västportalen. Några decennier senare började Erik Dahlbergh resa runt och rita av städer och varaktiga byggnader, bland annat domkyrkan i Linköping.
I början av 1700-talet hade den slarvigt byggda västgaveln fått så många brister att man måste göra något åt det. Därför byggdes under perioden 1747–1758 tornet i väst efter ritningar av arkitekt Carl Hårleman. Petrusstatyn i den gamla västportalen flyttades till en pilaster invid kyrkans norrport. Den gamla sakristian på södersidan revs, och stenen återanvändes vid tornbygget. Arbetet finansierades med ett penninglotteri. Huruvida lotteri om penningar stämmer med kyrkans budskap i övrigt råder delade meningar. I slutet av 1700-talet lades taket om, och det behölls ända till 1965.
Sedan tornets tillkomst under 1700-talet är sakristian belägen i tornets norra del. Den nyinreddes i samband med ombyggnationen av tornet 1877-1886. 

### 1800- och 1900-talet
Åren närmast före och efter 1800 utfördes en hel del alldeles nödvändiga reparations- och underhållsarbeten, somliga enligt antikvarisk syn hårdhänt och till en del med undermåligt material och hantverk.
År 1812 skedde ett stort ingrepp i kyrkans interiör, kallat "storstädningen" under stora protester från hela landet. En stor del av inredningen från 1500-talet och 1600-talet förstördes eller såldes, gravvalv lades igen, och gravstenar placerades utan ordning. Fönstrens spröjsar av sten byttes ut mot sådana av gjutjärn, glasmålningar förstördes. Det var nu Maarten van Heemskercks altartavla flyttades bort från koret och något senare ersattes av gipsfigurer utförda 1832 av bildhuggaren Johan Niclas Byström.Emellertid angreps de med olämpligt material reparerade murarna av tidens tand, och fasadens dekorationer vittrade sönder. Arkitekten och konsthistorikern Carl Georg Brunius, professor i Lund, gjorde upp ett restaureringsförslag, där han visade en för sin tid ovanlig hänsyn mot byggnadsverkets egenart. På hans rekommendation anförtroddes restaureringen åt bröderna August & Johan Robert Nyström i Hållingstorp. De utförde under åren 1849–1869 omfattande arbeten inkluderande bland annat reparation av samtliga portaler. Taktäckningen ändrades till skifferbeklädnad.
Tornet fick sin nuvarande utformning vid en ombyggnad 1877–1886 av arkitekten Helgo Zettervall. Med sina 107 meter blev kyrkan då Sveriges högsta byggnad fram till 1890-talet då Uppsala domkyrka fick sina nya torn. Kyrkan försågs med gasbelysning, som kvarstod till 1932, då den ersattes av elektrisk belysning. Den nuvarande altartavlan målades 1934–1936 av norrmannen Henrik Sørensen.
Vid renoveringen 1958 installerades en ny värmeanläggning, väggar och pelare rengjordes och golven renoverades delvis. Vid en större renovering 1965–1967 återfick kyrkan 1600-talets takform; samtidigt återfick taket sin kopparbeläggning. Korets spiror, som tagits bort i slutet av 1700-talet, återställdes. En större mosaik placerades över huvudingången i tympanonfältet 1985. Motivet "Kristus Allhärskaren" är skapat av konstnären Bengt Olof Kälde efter en programidé av biskop Martin Lönnebo.

### 2000-talet
En omfattande restaurering av domkyrkotornet genomfördes 2022–2025; sten och plåt byttes ut, medan tornspiror och urtavlor förgyldes. Den nya stenen bröts i Borghamn. 2025 påbörjades också byggnationen av en ny kororgel som kommer att placeras mellan två pelare i högkoret. Orgeln kommer att byggas av Metzler Orgelbau i Schweiz.

## Domkyrkans klockor

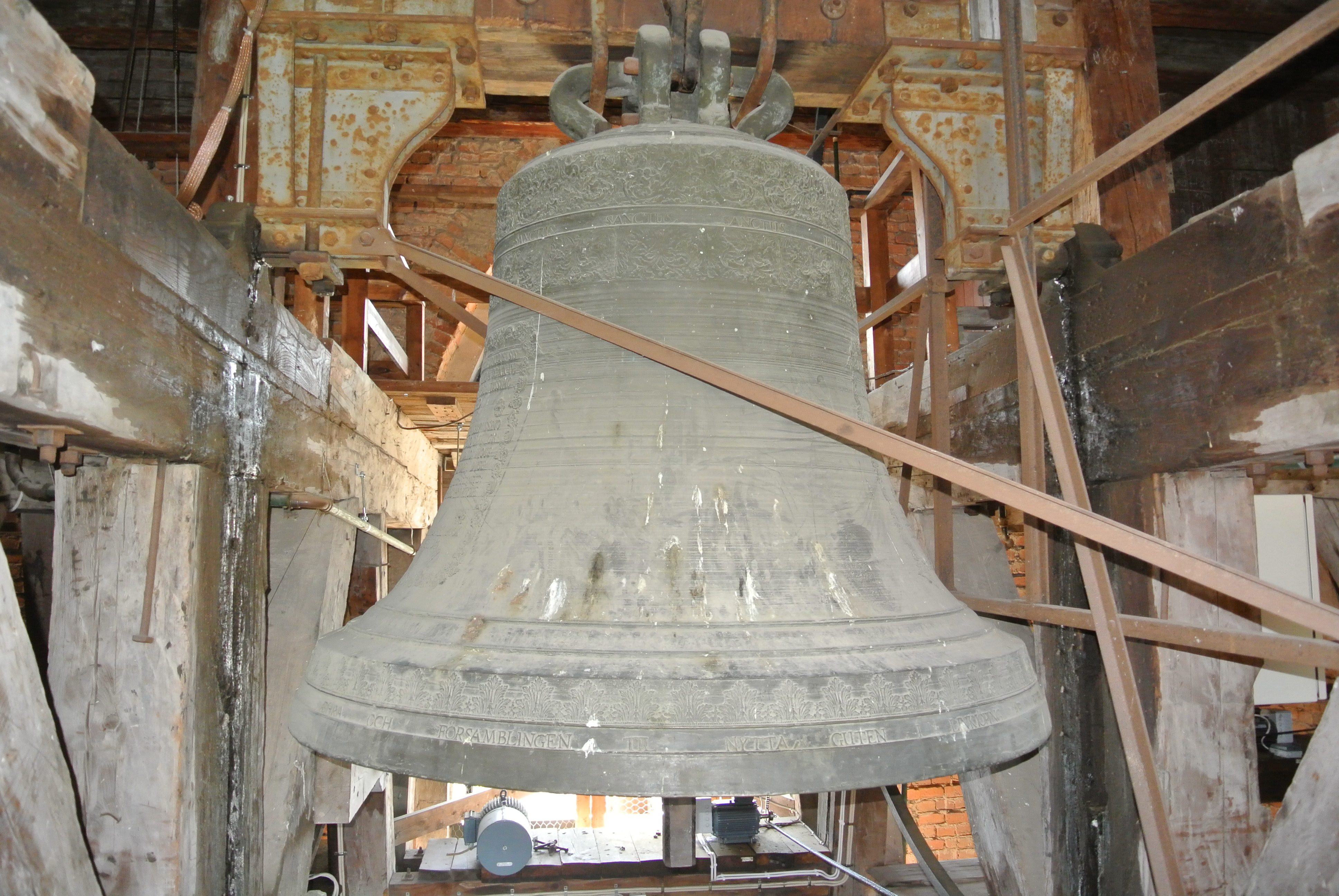
Storklockan

Domkyrkan har alldeles sannolikt haft betydligt fler klockor än de nuvarande fyra men efterforskningar i olika inventarieförteckningar ger få eller inga ledtrådar. Troligt är att kyrkan genom 1531 års klockskatt tvingats frånhända sig medeltida kyrkklockor. Innan det Hårlemanska tornet stod färdigt 1755 hängde klockorna i den nu rivna och i södra domkyrkoparken belägna klockstapeln. Den revs samma år "mycket förfallen och bristfällig". Klockorna upphängdes i tornet 1755 där de ringde första gången på Allhelgonadagen samma år.

### Storklockan
Storklockan är, med en vikt på 3600 kg och diametern 173 cm, domkyrkans största kyrkklocka. Dess gjutning möjliggjordes genom frikostiga donationer från bland andra, biskop Jonas Kylander, domprost Magnus Haraldi och organist Anders Månsson. Även adeln bidrog till insamlingen. För att nämna några, Gabriel Oxenstierna på Sturefors, Sven Ribbing på Grensholm och Nils Bielke på Åkerö. Efter en misslyckad omgjutning år 1667 överlämnades klockan nästföljande år till klockgjutare Peter Eliesson Dant i Linköping. 91 år senare, 1759, rasade klockan första gången och "måste nödwendigt omgjutas", något som finns berättat om på klockan efter 1764 års omgjutning. Det står:
| ” | Gudi till aehra och församblingen till nytta guten i Linkiöping af Peter Eliesson Dant Anno MDCLXVIII och thaer omguten af Elias Fries Thoresson Ao MDCCLXIV | „ |

Påskdagen den 7 april 1844 störtade klockan ånyo, under pågående själaringning för kung Karl XIV Johan; dock utan att ta skada. Den upphängdes återigen på sin rätta plats kort därefter.
En latinsk inskription är klockans klingande budskap, översatt till svenska, lydande:
| ” | Helig, helig, helig är Herren Sebaoth. Hela jorden är full av Hans härlighet | „ |

### S:t Larsklockan

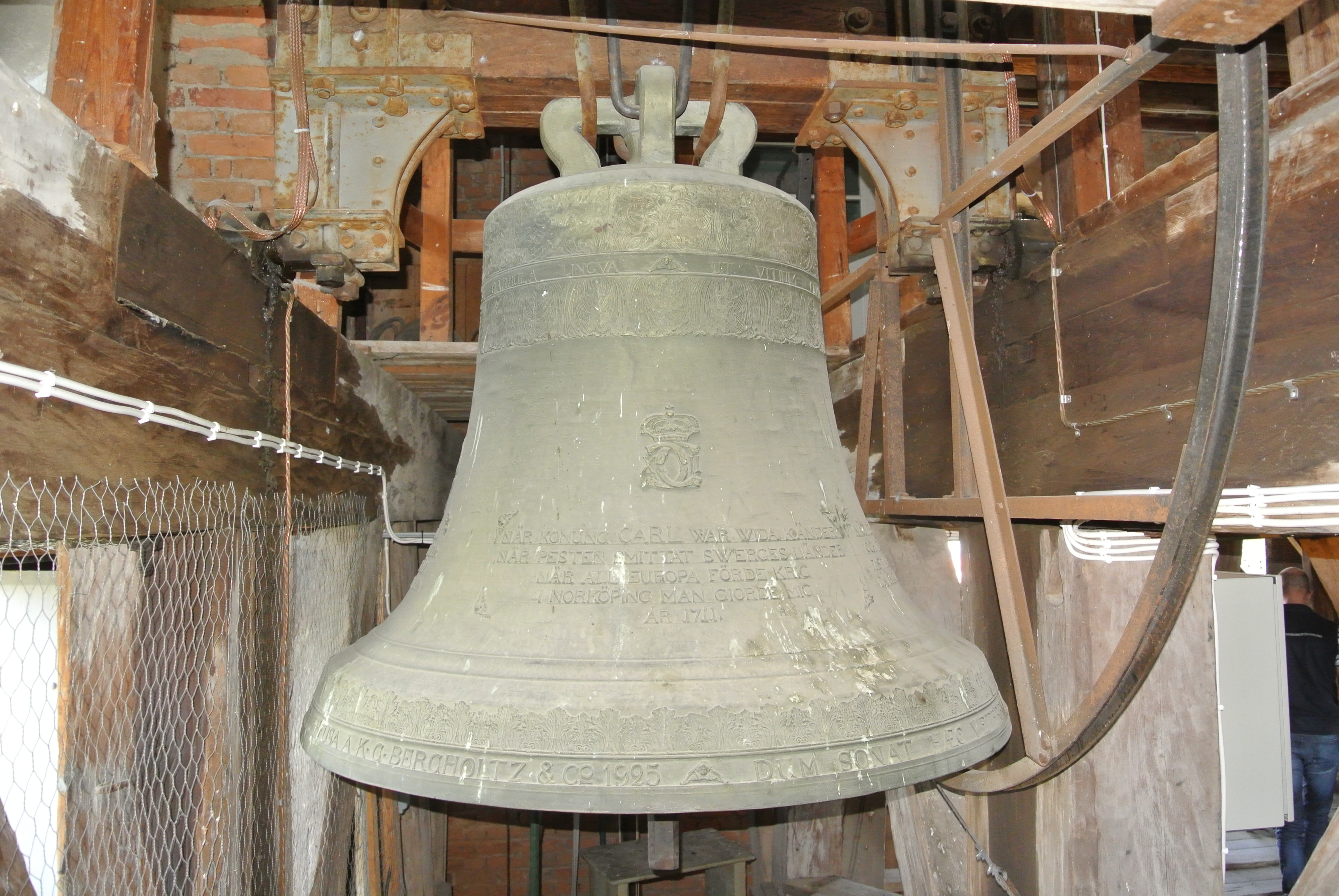
St Larsklockan

Kyrkans näst största klocka, S:t Larsklockan, skänktes i början av 1600-talet av Sankt Lars kyrka för att gengälda domkyrkoförsamlingen som upplät lägerställen åt S:t Lars på den intilliggande kyrkogården. Gåvan emottogs och än idag utförs, som en gengäld för gåvan, två dagliga donationsringningar. Klockan är gjuten i Linköping 1624 och omgjuten i Norrköping 1711. Dess vikt anges till 11,5 skeppund eller 1955 kg. Vid omgjutningen, på initiativ av dåvarande biskop Haqvin Spegel, försågs klockan med följande två verser:
| ” | När konung Carl war wida känder, När pesten smittat Sweriges länder, När all Europa förde krig, i Norrköping man giorde mig. Jag är af gammal blefwen ny. Mit liud kan höras up i sky; Men när som folk til kyrkan går Och genom trona thet förmår, At bön och sång blir hörd af Gud, Tå är thet bettre än mit liud. | „ |

Klockan är också prydd med Karl XII:s namnchiffer och aposteln Petrus, domkyrkans skyddspatron,
nycklar.

### Böneklockan

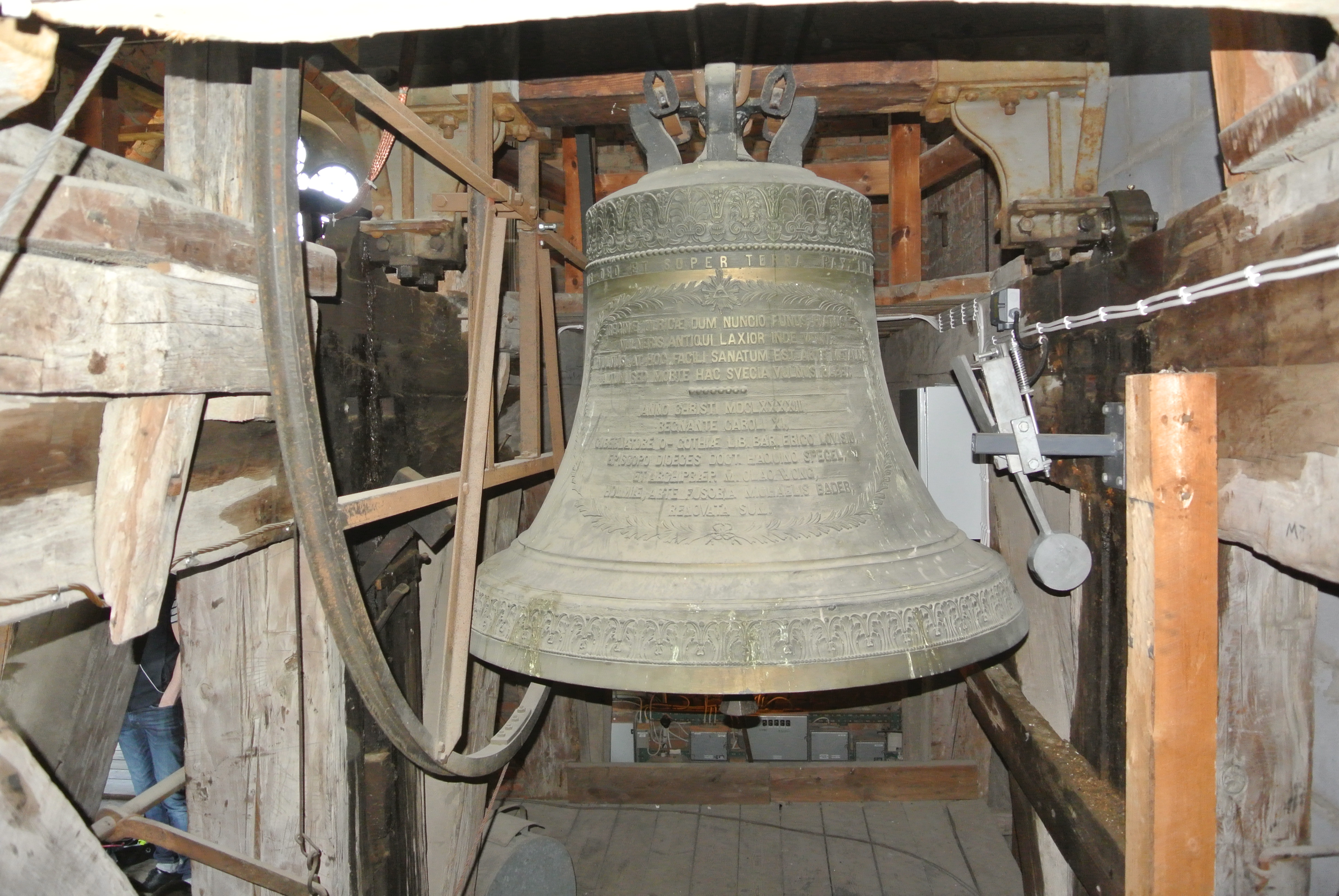
Böneklockan

Böneklockan, tidigare även kallad annangångsklockan, domkyrkans näst minsta klocka, gjuten 1693 i Stockholm av klockgjutare Michael Bader. Den blev omgjuten av Elias Fries Thorstensson i Jönköping, 28 augusti 1764 där klockan utökades med material från två andra klockor och ny malm. Detta gjordes för att få bättre samljud med de övriga klockorna. Omgjuten 1794 i Linköping och 1914 i Stockholm.
Klockans ingraverade budskap lyder:
| ” | Då tiden ilskas mer och mer Då jord med himlen dristar skämta, Då werlden Herrans domar ser, Som föga bättrings frukter hämta. Då börjar jag i högre ton Till Helgedomsens rätter kalla. Kong Adolph som dem hägnar alla, Mig nådigt stärckt ifrån sin thron. | „ |

### Prästklockan

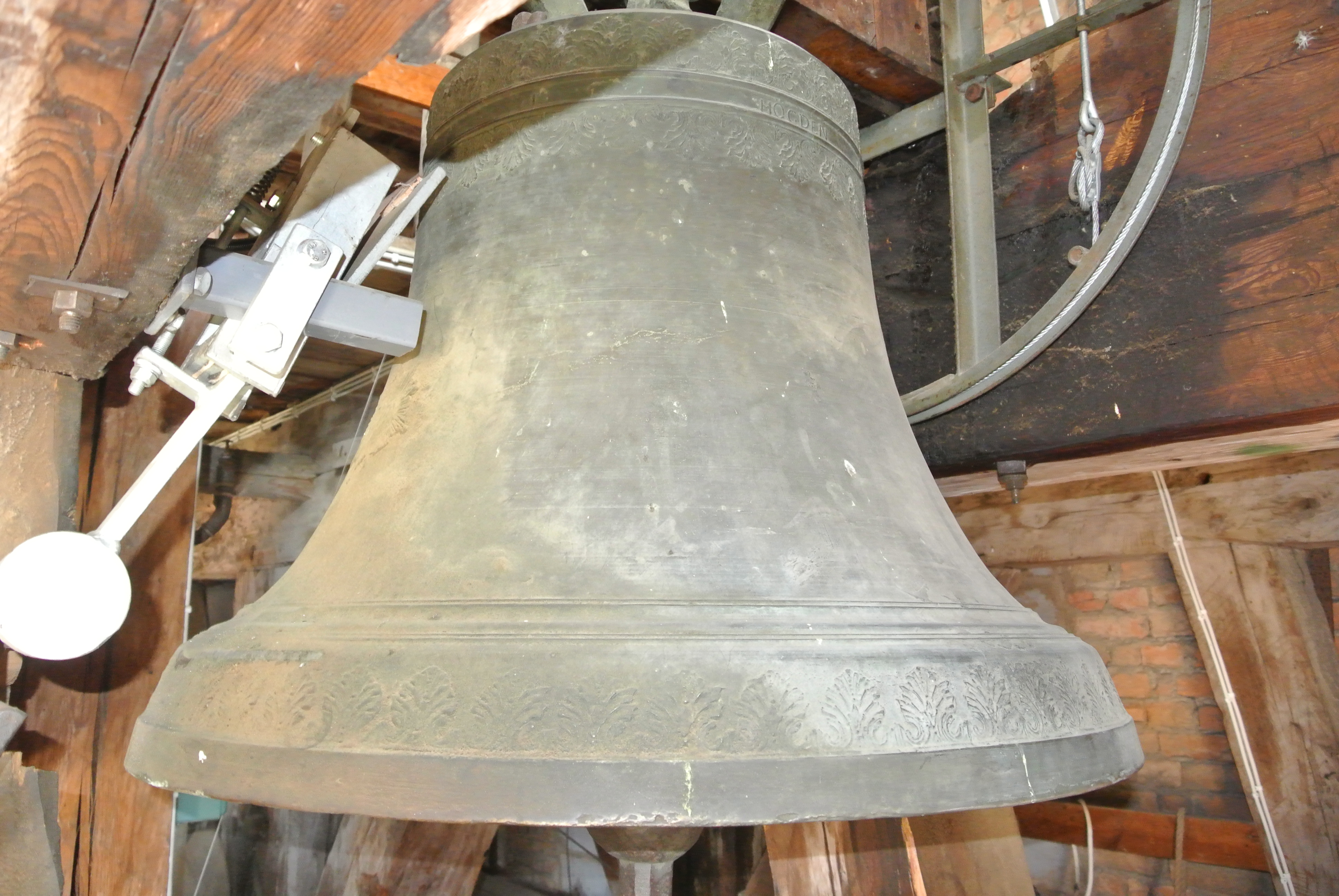
Prästklockan

Prästklockan är den äldsta av de fyra klockorna. Klockan, gjuten 1382, bar en idag utplånad holländsk inskription. Klockans namn härrör ifrån dess funktion att kalla katedralens präster, ofta bosatta i kyrkans omedelbara närhet, till tjänst i söndagens högmässa. Klockans idag synliga inskription berättar om klockans ursprungliga gjutningsår samt att den omgöts 1778 i Linköping av Joh. Åhman. Den berättar också att klockans vikt är 3 skeppund, 2 lispund
och 7 marker.
Klockans ingraverade budskap lyder:
| ” | Ähra ware Gud i högden. Luc.2. | „ |

### Klockringningsrutiner
Klockverket är utrustat med ett, med urvisarna synkroniserat, system för tidsangivelse.
Varje timme anges, genom ett automatiserat hammarslag, klockslagen enligt följande princip:
06:15 - ett hammarslag (första kvarten)
06:30 - två hammarslag (andra kvarten)
06:45 - tre hammarslag (tredje kvarten)
07:00 - fyra hammarslag (fjärde kvarten) + sju hammarslag på annan klocka (sjunde timmen)
07:15 - ett hammarslag (första kvarten)
etcetera...
Varje morgon och kväll, klockan 9:00 och 18:00, utför S:t Larsklockan en fem minuter lång och automatiserad donationsringning.
Hur klockringningen utformas, beroende på typ av förrättning och gudstjänst, finns noggrant specificerat. Inför "vanlig" högmässa rings det med de tre större klockorna i tio minuter. Inför högtidlig högmässa (jul, påsk, pingst) samt präst- och diakonvigning rings det med domkyrkans alla klockor. Helgmålsringning rings lördagar kl.18 med klocka 2 och 3 i fem minuter. Inför middagsbön kl.12 rings det med klocka 2. Inför vardaglig mässa, liksom inför dop, rings det med de tre mindre klockorna. Klockringning med domkyrkans alla fyra klockor sker även under nyårsnatten, då även domkyrkan är en del av Sveriges Radios "Sveriges domkyrkoklockor ringer in det nya året". 

### Ringning
Ursprungligen sköttes ringning manuellt. Det finns belägg för att så många som sju ringkarlar tjänstgjort för att sköta denna syssla. I samband med kyrkans elektrifiering blev klockringningen elektriskt styrd men det dröjde flera år innan manövertavlan nedflyttades i kyrkorummet. I samband med kyrkans renovering ersattes år 2003 den äldre manöverpanelen. Klockringningsfunktionerna integrerades då i ett digitalt styrsystem för ljus och ljud. Styrningen sker idag med pekskärmar.

## Den moderna kyrkan

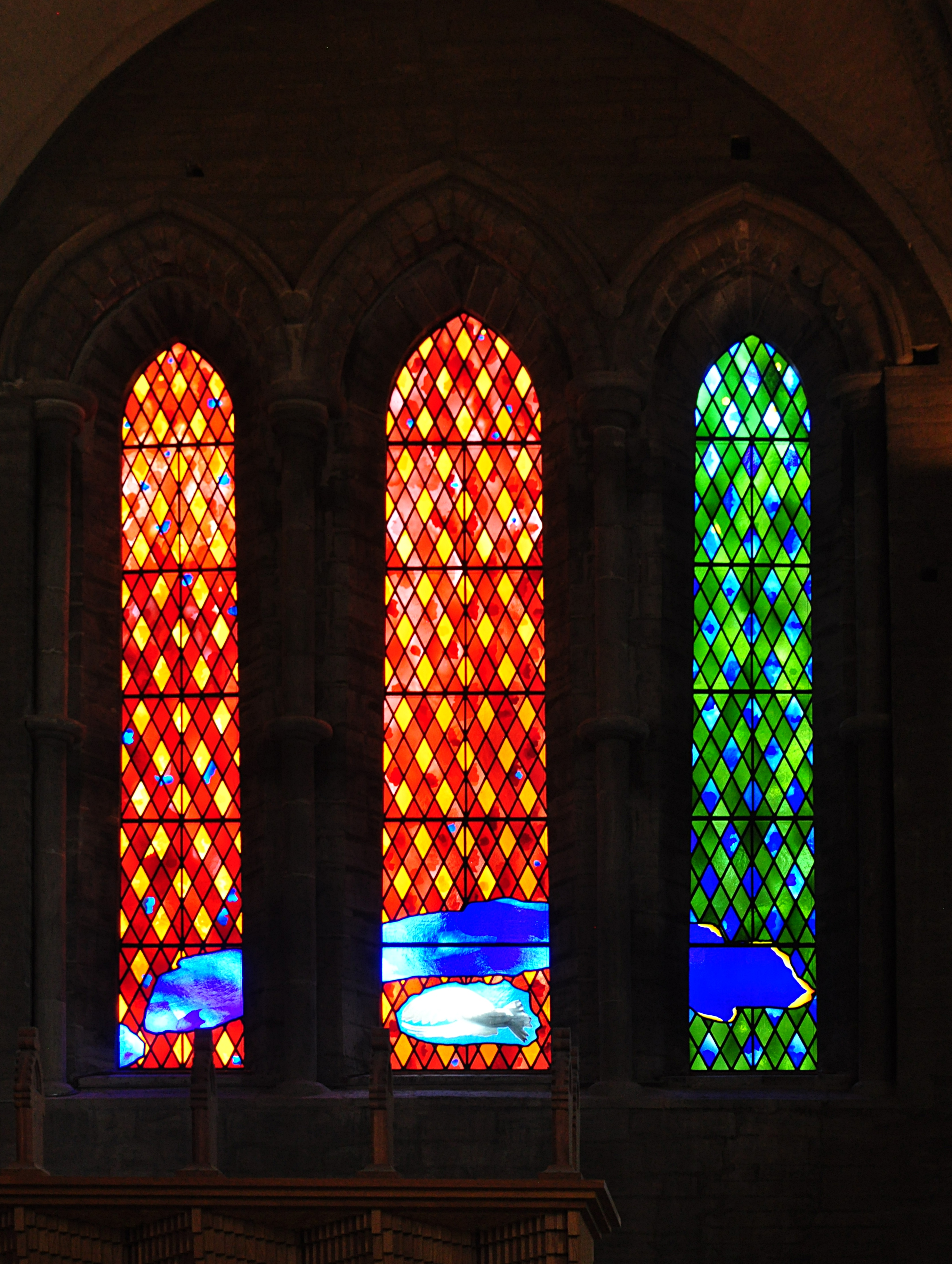
Moderna målade glasfönster i tvärskeppet av konstnären Brian Clarke. Andens fönster, installerade 2010.

De senaste åren har en omfattande renovering av kyrkan genomförts till en kostnad av cirka 60 miljoner kronor. Under domkyrkoparken har man byggt stora underjordiska lokaler (förråd, körrum, kök, verkstad med mera) och förbättrat handikappanpassning. Bland de mest genomgripande förändringarna i kyrkorummet kan nämnas återflyttandet av predikstolen (två pelare västerut), borttagande av bänkarna i sidoskeppen, byggande av korstolar i högkoret och omplacering av flera gravstenar. Man har även investerat i ett nytt, digitalt styrsystem för ljud-, ljus- och klockringningsfunktioner.
Så här är Linköpings domkyrka beskriven i byggnadsregistret:
"Linköpings domkyrka är en treskeppig hallkyrka, långhus i sex travéer, med senromanskt tvärskepp och västtorn. Det sengotisk, polygonala koret är försett med omgång och tre radiellt utskjutande, polygonala kapell, det mittersta flankeras av två mindre torn. Västtornet har lägre sidobyggnader, sakristia och väntrum, och kröns av en spira. Fasaderna indelas av strävpelare och pryds av blindarkader. Byggnadsmaterialet är främst kalksten från Vreta, kalkstensklätt tegel i västpartiet. Koret är försett med valv i olika stjärnformer, långhuset täcks av kryssvalv."
Altartavlan i högkoret i domkyrkan målades av Henrik Sörensen från Norge, 1934-1936. I mitten av altartavlan finns Jesus Kristus. På altartavlans sidor finns bland annat: Mose, Hesekiel, Paulus, Petrus, Markus, Erik den helige, Johannes, Matteus, Ansgar, Luther, Nicolaus Hermanni. 

### Kapellen

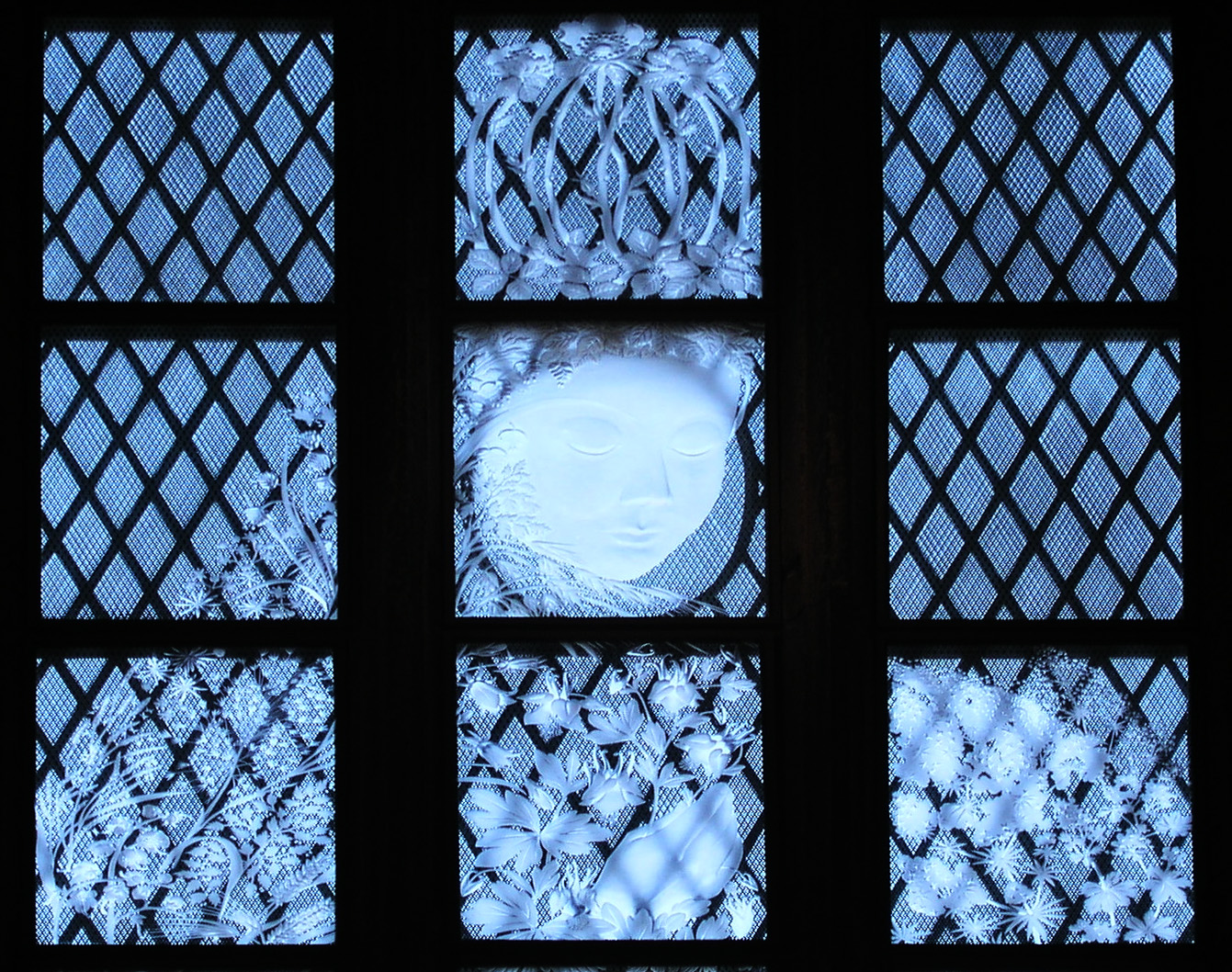
Del av Mariafönstret i koret.

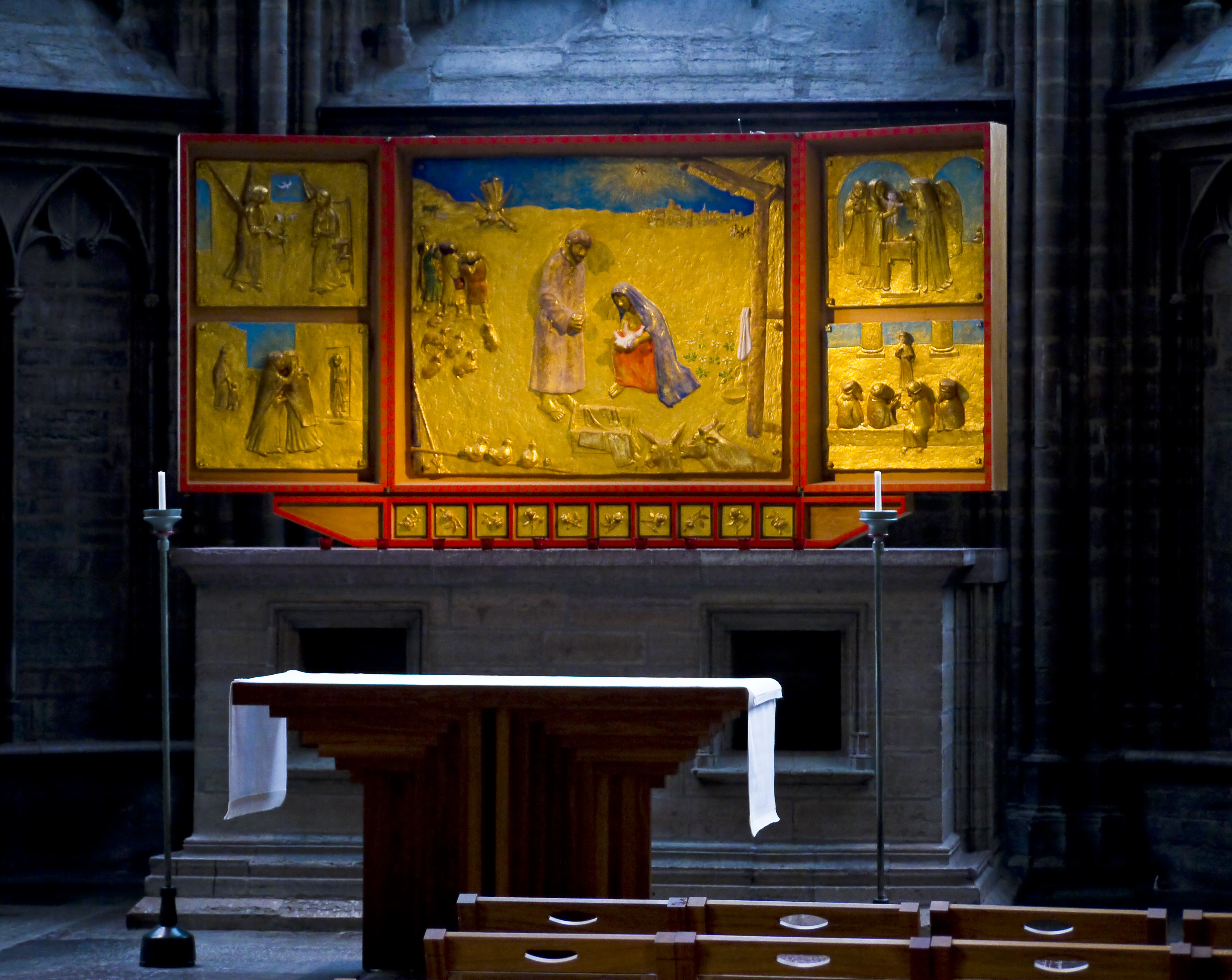
Altaret i ett av sidokapellen.

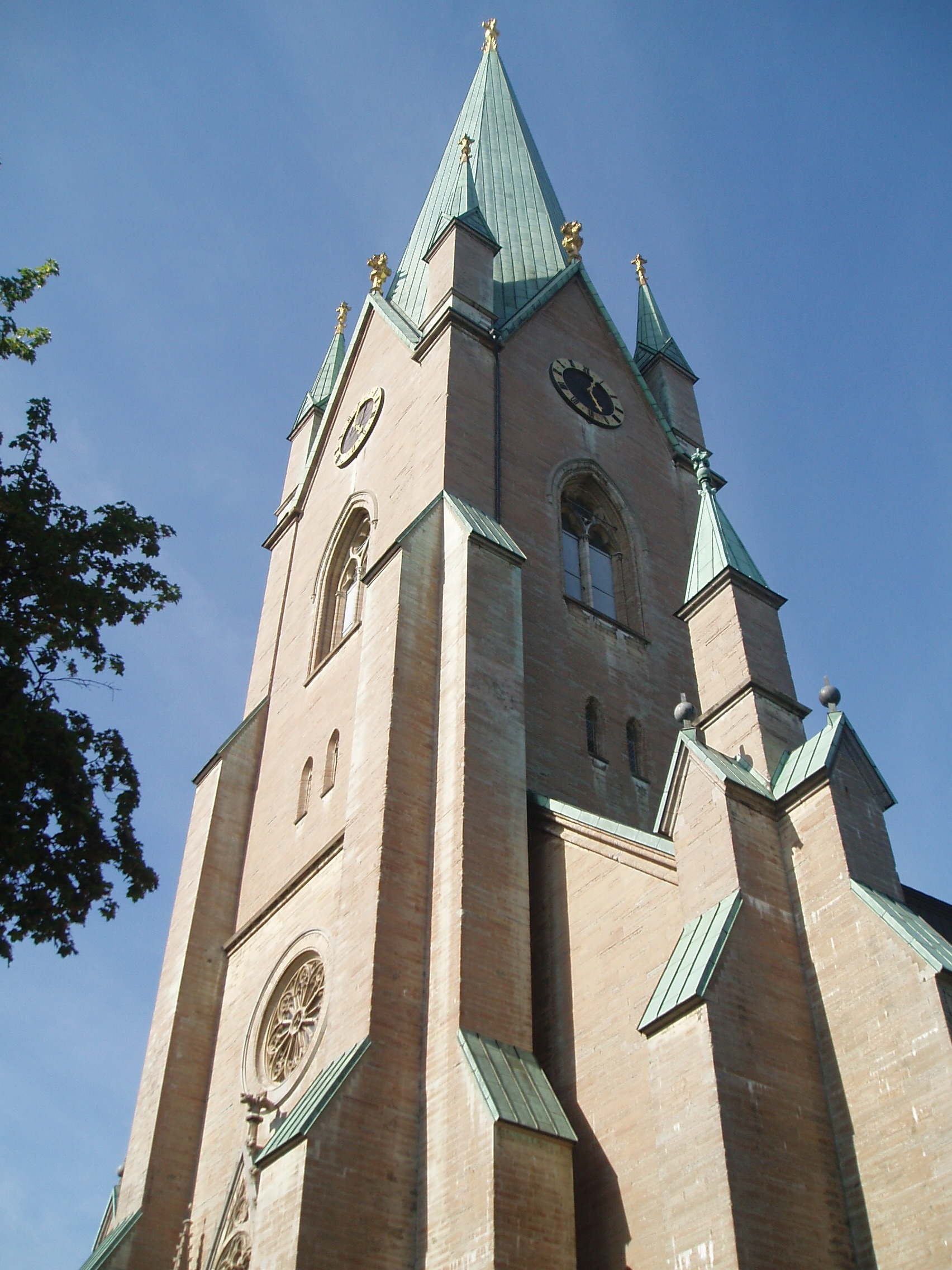
Domkyrkans torn, ritat av Helgo Zettervall.

Bakom högkoren finns tre kapell. Kapellen är uppkallade efter Maria, Jesu moder (tidigare Andreas kapell), biskop Nicolaus Hermanni (1376–1391) respektive biskop Thomas av Canterbury. Arbetet på de stora stjärnvalven avslutades i slutet av 1400-talet av tyska hantverkare, som blev inkallade av biskopen Henrik Tidemansson. Till exempel heter det på en inskriftssten i det mellersta koret: orate pro me. magister gierlac de colonia fecit istam capellam ("Bedjes för mig. Mäster Gierlac från Köln har byggt det här kapellet"). "Mäster" ska här tolkas som arkitekt. I Nicolauskapellet finns sedan april 2021, ett gammalt rosettfönster från 1200-talet, som tidigare suttit på södra långhusväggen. Dessa kapell används ofta för förrättningar och vardagliga mässor. 

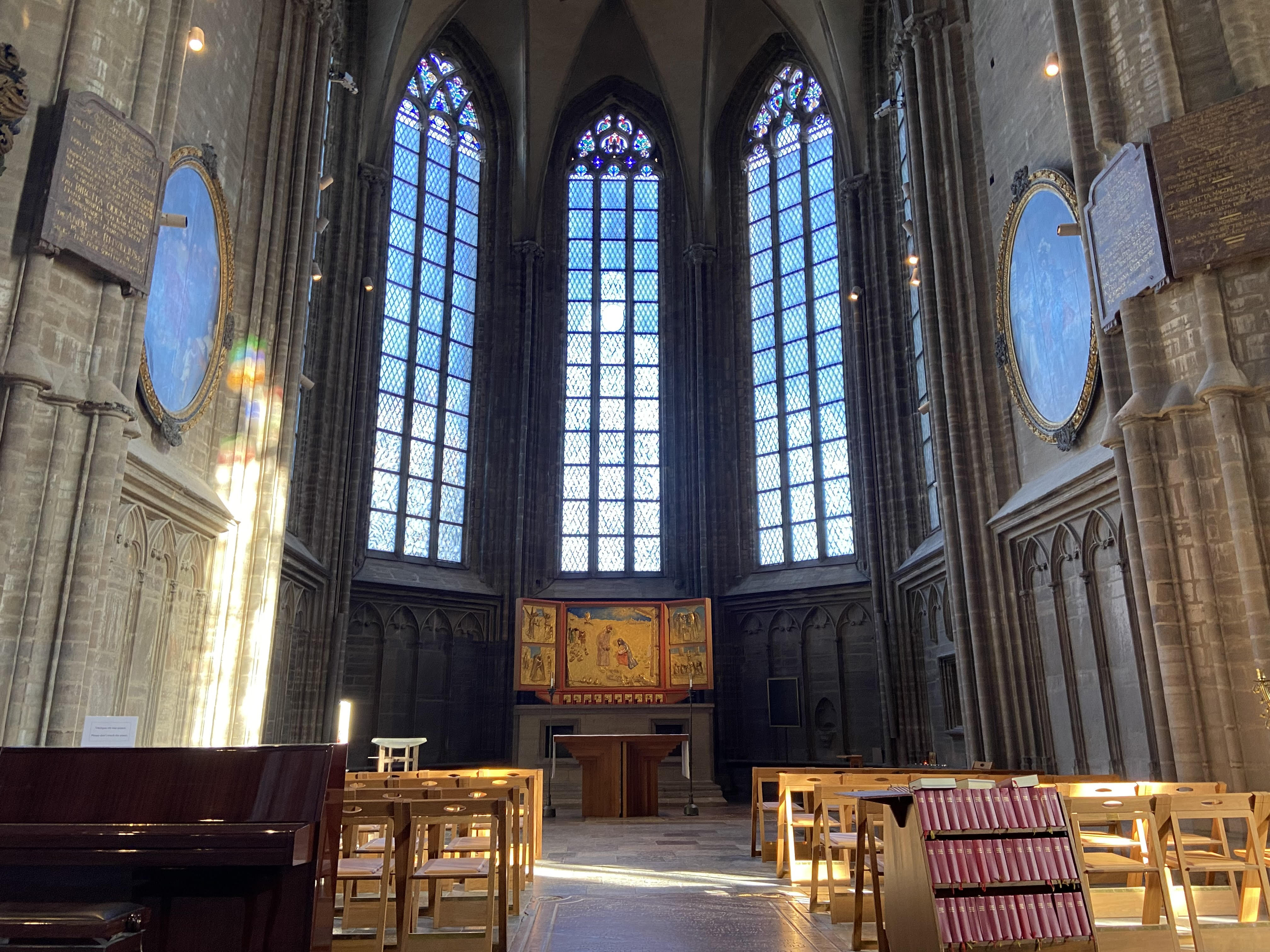
Mariakapellet
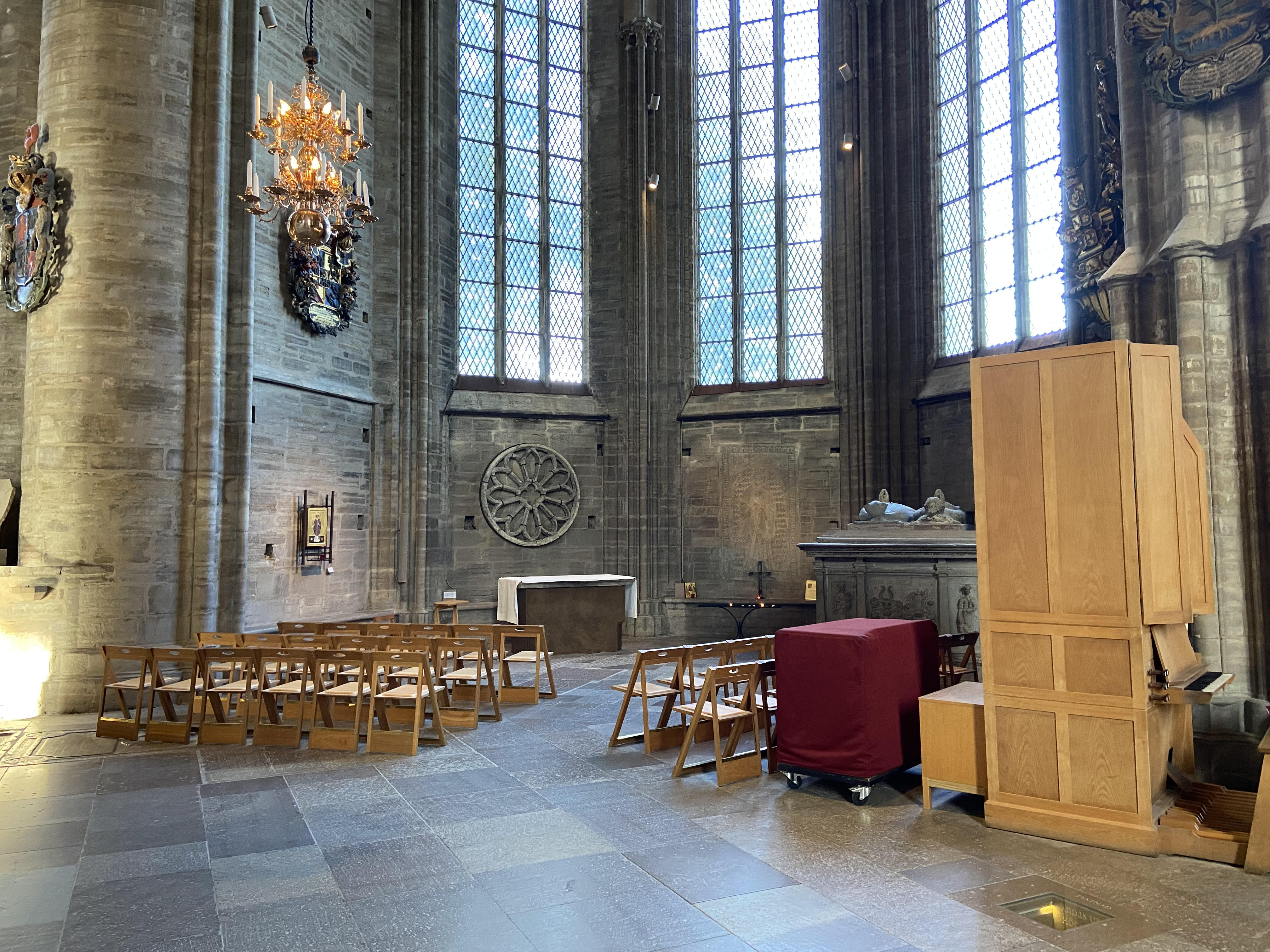
Nicolauskapellet

### Domkyrkans fönster
Det har under flera år skett ett omfattande arbete med renovering av domkyrkans fönster. I september 2010 invigdes nya målade glasfönster på sex av fönstren i Domkyrkan. De färgglada målade glasfönstren är gjorda av Brian Clarke, en av världens ledande konstnärer inom målat glas inom arkitektur. Glasmålningarna pryder fönstren på kyrkans norra och södra sida, tre på var sida. De här tre på kyrkans norra sida är Andens fönster, och de tre på den södra sidan är Sonens fönster.
Restaureringen innebar att domkyrkan år 2021 vann "Stenpriset 2021" för arbetet med domkyrkans fönster Renoveringen resulterade bland annat med att ett rosettfönster från slutet av 1200-talet, togs ned och placerades i Nicolauskapellet inne i domkyrkan. Det tillverkades ett nytt rosettfönster som ersatte det gamla.  Rosettfönstret i Nicolauskapellet ska symbolisera både Jungfru Maria och Heliga Birgitta, med hänvisning till biskop Nicolaus hymn "Rosa rorans bonitatem", där rosen dryper av godhet.  På flera av fönstren i Thomaskapellet har man upptäckt järnstämplar. 

### Biskop

Linköpings stiftsvapen.

Domkyrkan är säte för biskopen i Linköpings stift, där biskopsstolen (Cathedra) finns. Sedan 15 januari 2023 är Marika Markovits stiftets biskop.  Hon efterträdde biskop Martin Modéus.  En av biskopens stavar är tillverkad år 1996, av silver och bergkristall. 

### Helgon- och minnesdagar i Domkyrkan
Ett urval av de helgon- och minnesdagar som firas i domkyrkan: 
- 25 januari: Aposteln Paulus omvändelse.
- 2 februari: Kyndelsmässodagen.
- 25 april: Evangelisten Markus.
- 1 maj: Josef arbetarens dag.
- 31 maj: Jungfru Marias och Elisabeths dag.
- 25 juli: Aposteln Jacob.
- 29 augusti: Johannes Döparens dödsdag.
- 4 oktober: Franciskus av Assisi.
- 7 oktober: Heliga Birgitta.
- 27 december: Evangelisten Johannes.

### Via Sacra
I domkyrkans golv finns pärlorna från frälsarkransen. Frälsarkransen, skapad 1995 av stiftets biskop (1980-1995) Martin Lönnebo. Via Sacra i domkyrkan, invigdes 28 mars 2015. Via Sacra i domkyrkan är bestående av arton pärlor och två bronsplattor.

## Inventarier
- Krucifix från verkstad i Östergötland under 1300-talets första tredjedel, (bild).
- Domkyrkans centralaltare är tillverkat år 2000, i samband med omgestaltningen av domkyrkans kor. På altarets ena sida återfinns inskriptionen "Sanctus Sanctus Sanctus".
- Biskopsstolen (Cathedra) kom till domkyrkan år 1999. På den återfinns inskriptionen "Episcopus Lincopensis" , vilket betyder "Linköpings biskop".
- Processionskorset togs i bruk 2015.[22]
- Det används både medeltida och nyare nattvardskärl.
- "Livets träd" är ett konstverk i domkyrkans bakre del, tillverkat år 1997. [23]

## Gravstenar i domkyrkan
Gravstenarna i domkyrkan består av cirka 265 stenar. En påbörjad lista följer här nedan över stenarna.
| Nr | Person/Familj                                          | Begravningsår         | Stenen                   | Plats i kyrkan                           |
| -- | ------------------------------------------------------ | --------------------- | ------------------------ | ---------------------------------------- |
| 1  | Kyrkoherde Björn i Klockrike                           | Omkring 1400 (1391?)  | Gravhäll av röd kalksten | Vänstra sidan av Nicholauskapellet       |
| 2  | Okänd                                                  |                       |                          | Vänstra sidan av Nicholauskapellet       |
| 3  | Katarina Helgesdotter                                  | 1400                  |                          | Vänstra sidan av Nicholauskapellet       |
| 4  | Erick Gesilius och Anna Maria Lindall (och dess barn)  | 1700-talet            |                          | Vänstra sidan av Nicholauskapellet       |
| 5  | Prebendepräst Bengt i Hunneberg                        | 1414                  |                          | Vänstra sidan av Nicholauskapellet       |
| 6  |                                                        | 1500 eller 1600-talet |                          |                                          |
| 7  | Henekin Hipp                                           |                       |                          | Vänstra sidan av Nicholauskapellet       |
| 8  | Okänd                                                  |                       |                          |                                          |
| 9  | Okänd                                                  | 1700-talet            |                          |                                          |
| 10 | Karin Bengtsdotter                                     |                       |                          | Längst fram i Nicholauskapellet          |
| 11 | Kantor Nils Ulvsson                                    |                       |                          | Längst fram i Nicholauskapellet          |
| 12 | Biskop Nils                                            | 1191                  |                          | Utanför kyrkan utanför Nicholauskapellet |
| 13 | Prästen Ragnvald Eriksson (Kyrning)                    | 1407                  |                          | Längst fram i Nicholauskapellet          |
| 14 | Tobias Jacobi                                          | 1680                  |                          | Längst fram i Nicholauskapellet          |
| 15 | Svensdotter                                            |                       |                          |                                          |
| 16 | Biskop Karl (båt)                                      | 1338                  |                          | Längst fram i Nicholauskapellet          |
| 17 | Lars Åkeson                                            | 1636                  |                          | Mitt i Nicholauskapellet                 |
| 18 | Okänd                                                  | 1300-talet            |                          |                                          |
| 19 | Prästen Joar Esgersson                                 | omkring 1371          |                          | Högra sidan av Nicholauskapellet         |
| 21 | Stina Arvidsdotter                                     | 1700-talet            |                          | Högra sidan av Nicholauskapellet         |
| 22 |                                                        |                       |                          |                                          |
| 23 | Översten David Wittman                                 | 1677                  |                          |                                          |
| 24 | Rådman Peder Nilson och Anna Håkansdotter              | 1662                  |                          |                                          |
| 25 | Tynnes Smits och Anna Böriesdotter                     | 1621                  |                          |                                          |
| 26 |                                                        | 1700-talet            |                          |                                          |
| 27 | Borgmästare Arvid Larsson                              | 1612                  |                          |                                          |
| 28 | Lars Andersson                                         |                       |                          |                                          |
| 29 | Rådman Lars Andreasson                                 |                       |                          |                                          |
| 30 | Rådman Hans Willhelmson Hytton och Kirstin Bengsdotter | 1687                  |                          |                                          |

## Orglar och musikliv

### Läktarorgeln
- Det är oklart vilken orgel som var den första i Linköpings domkyrka men det är belagt att biskop Brask lät bygga en orgel år 1523.
- Mellan 1619 och 1629 byggdes en orgel som bekostades av Gustav II Adolf. Den förbättrades 1715 av orgelbyggaren Magnus Callander, Örebro.
- 1732 byggdes läktarorgeln om från grunden av den kända orgelbyggaren Johan Niclas Cahman. Den gamla läktarorgeln visade sig vara för trasig för renovering. dess fasad är densamma som står framför nuvarande läktarorgel. Dekoration av Niclas Österbom. Orgeln kostade 5000 daler silvermynt och har 5 bälgar. Orgeln renoveras 1840-1849 av Pehr Strand.[24]
- Orgeln har idag ca 3600 pipor varav bara några kan ses inifrån kyrkan.

| Huvudverk         | Öververk        | Pedal              |
| Qvintadena 16'    | Spetsgedackt 8' | Untersats 16'      |
| Principla 8'      | Kvintadena 8'   | Principal 8'       |
| Flöjt flöjt 8'    | Principal 4'    | Kvinta 6'          |
| Viola di Gamba 8' | Flageolet 4'    | Oktava 4'          |
| Oktava 4'         | Kvinta 3'       | Raushkvintmixtur V |
| Rörflöjt 4'       | Oktava 2'       | Trumpet 4'         |
| Traversflöjt 4'   | Mixtur IIII     | Trumpet 8'         |
| Gemshorn 2'       | Vox humana      | Basun 16'          |
| Raushkvint II     | Tremulant       |                    |
| Mixtur IIII       |                 |                    |
| Trumpet 8'        |                 |                    |
| Skalmeja 16'      |                 |                    |

- Kontrakt om en ny orgel skrevs 7 januari 1885 med orgelbyggaren Carl Elfström från Ljungby. Orgeln som kontrakterades var en orgel med 28 stämmor fördelade på två manualer och pedal. Orgeln besiktades 3 december 1887 av organisten August Lagergren.[25]

Disposition:
| Manual I            | Manual II           | Pedal            | Koppel |
| Principal 16'       | Gamba 8'            | Violine 16'      | I/P    |
| Borduna 16'         | Salicional 8'       | Double Opfen 16' |        |
| Principal 8'        | Flûte Harmonique 8' | Violoncelle 8'   |        |
| Gemshorn 8'         | Vox Retusa 8'       | Qvinta 6'        |        |
| Rörflöjt 8'         | Violin 4'           | Oktava 4'        |        |
| Corno di Basetti 8' | Flöjt 4'            | Basun 16'        |        |
| Oktava 4'           | Flageolette 2'      | Trumpet 8'       |        |
| Qvinta 3'           | Schalmoin 16'       |                  |        |
| Oktava 2'           | Euphone 8'          |                  |        |
| Cornetti 4 chor     |                     |                  |        |
| Trumpet 16'         |                     |                  |        |
| Trumpet 8'          |                     |                  |        |

- Den nuvarande läktarorgeln är byggd av Gunnar Setterqvist d.ä., A. Österdahl och Birger Göransson, Örebro, år 1929. Orgeln har 61 stämmor med cirka 3600 ljudande pipor fördelade på tre manualer och pedal. Fasadpiporna är stumma. Den disponerades och avsynades av professor Otto Olsson och genomgick en omfattande städning och generalstämning hösten 2007.

Disposition - Läktarorgeln:
| Manual I (C-a3)  | Manual II (C-a3)                 | Manual III (C-a3)                          | Pedal (C-g1)               | Koppel             |
| Principal 16´    | Avdelning A                      | Gedackt 16´                                | Principal 16´              | I/P                |
| Borduna 16´      | Principal 8´                     | Basetthorn 8´                              | Violon 16´                 | II/P               |
| Principal 8´     | Fugara 8´                        | Violin 8´                                  | Subbas 16´                 | III/P              |
| Gamba 8´         | Flûte harmonique 8´              | Salicional 8´                              | Ekobas 16´ (transmitterad) | II/I               |
| Dolce 8´         | Oktava 4´                        | Aeoline 8´                                 | Quinta 12´                 | III/I              |
| Flauto doppio 8´ | Quinta 2 2/3´                    | Voix céleste 8´                            | Violoncelle 8´             | III/II             |
| Flauto major 8´  | Flageolett 2´                    | Rörflöjt 8´                                | Borduna 8´                 | I 4'/I             |
| Flautino 4´      | Ters 1 3/5´                      | Salicet 4´                                 | Oktava 4´                  | II 4'/II           |
| Oktava 4´        | Cornett 4 chor                   | Flüte octaviante 4´                        | Kontrabasun 32´            | II 4'/P            |
| Oktava 2´        |                                  | Nasard 2 2/3´                              | Basun 16´                  | III 4'/P           |
| Cornett 5 chor   | Avdelning B (inom crescendoskåp) | Waldflöjt 2´                               | Trumpet 8´                 | III 16'/III        |
| Mixtur 4 chor    | Kvintadena 16´                   | Harmonica aethera 3 chor                   | Trumpet 4´                 | I 16'/II           |
| Trumpet 16´      | Gedackt 8´                       | Euphone 8´                                 |                            | Mekanisk maskin I  |
| Trumpet 8´       | Kvintadena 8´                    | Oboe 8´                                    | Trumpet 8´                 | Mekanisk Maskin II |
|                  | Gemshorn 4'                      |                                            |                            |                    |
|                  | Hålflöjt 8´                      | Högtrycksavdelning (på särskild väderlåda) | Trumpet 8´                 |                    |
|                  | Dulcian 16´                      | Stentorfon 8´                              |                            |                    |
|                  | Clarinette 8´                    | Prestant 4´                                |                            |                    |
|                  | Corno 8´                         | Tuba mirabilis 8´                          |                            |                    |
|                  | Clairon 4´                       |                                            |                            |                    |
|                  | Crescendosvällare                | Crescendosvällare                          |                            |                    |

Kollektiver: Piano, Mezzoforte, Forte, Tutti
4 fria kombinationer (mekaniskt inställbara)
Barkermaskin: I, II
Registersvällare
Mekanisk/pneumatisk traktur, rörpneumatisk registratur. Rooseweltlådor.
Orgeln är bevarad i praktiskt taget ursprungligt skick. Tidigare stämma Gamba 16´ (Man II) är utbytt mot Ters 1 3/5´.

### Kororgeln
Kororgeln är byggd av P G Andersen, Köpenhamn, 1973. Orgeln används flitigt när gudstjänst firas vid centralaltaret eller högaltaret.
Disposition - Kororgeln:
| Huvudverk (I)  | Bröstverk (II)    | Pedal         | Koppel |
| Principal 8´   | Gedakt 8´         | Subbas 16´    | II/I   |
| Spidsfløjte 8´ | Kobbelfløjte 4´   | Principal 8´  | I/P    |
| Oktav 4´       | Spilfløjte 2´     | Gedakt 8´     | II/P   |
| Dækfløjte 4´   | Nasat 1 1/3´      | Qvint 5 1/3´  |        |
| Oktav 2´       | Scharf II         | Fløjte 4´     |        |
| Mixtur V       | Regal 8´          | Basetthorn 8´ |        |
| Trompet 8´     | Tremulant         | Fagot 16´     |        |
|                | Crescendosvällare |               |        |

### Orgeln i Mariakapellet
Orgeln är byggd av P G Andersen, Köpenhamn. (Andersen avliden 1980).
Disposition - Orgeln i Mariakapellet:
| Manual            | Pedal   |
| Spilflöjt 8´      | Bihängd |
| Gedakt 8´         |         |
| Rörflöjt 4´       |         |
| Principal 2´      |         |
| Sordun 16´        |         |
| Mixtur II         |         |
| Crescendosvällare |         |

### Continuoorgeln
Continuoorgeln är byggd av Henk Klop Orgelbau i Nederländerna, 2001. Orgeln är donerad av Würtembergs Stiftelse.
Continuoorgeln är utrustad med en flyttbar klaviatur, så att man kan spela i klingande tonhöjd:
a1 = 415 Hz (lågstämt), 440 Hz (normalt) och 465 Hz (högstämt).
Disposition - Continuoorgeln:
| Manual (C-f3) |
| Gedackt 8´    |
| Flöjt 4´      |
| Principal 4´  |
| Flöjt 2´      |
| Quint 1 1/3´  |

### Pågående byggnation av ny kororgel
Projektet Nya klanger i katedralen är ett pågående projekt i domkyrkan med målet att bygga en ny kororgel i domkyrkan. Frågan kring musiken i domkyrkan och orgelssituationen har diskuterats i ungefär 50 år och resulterat i beslutet av en ny orgel i koret. Orgeln byggs i Metzlers verkstad (Metzler Orgelbau) utanför Zürich i Schweiz och beräknas vara på plats i domkyrkan sommaren 2025. Invigningen beräknas till hösten 2025. Orgeln kommer att placeras mellan två pelare i koret, mittemot den befintliga kororgeln från 1973. 

### Diskografi
Inspelningar av musik framförd på kyrkans orglar.
- The complete works for organ : the years 1912-1941 / Olsson, Otto, kompositör ; Gustafsson, Ralph, orgel. 2CD. Swedish Society Discofil SCD 1127-28. 2006.
- Katedralmusik / Linköpings domkyrkokör ; Ekholm, Lennart, dirigent ; Sandén, Uno, orgel. Ratelek Ralp 101. 1979.
- Här en källa rinner : koralfantasier / Björklund, Staffan, orgel. CD. Nosag CD 032. 1998.
- Staffan Björklund at the organs of the Linköping cathedral. CD. Proprius PRCD 9051. 1991.

### Ensembler
| Ensemble                  | Dirigent             | Beskrivning              |  |
| ------------------------- | -------------------- | ------------------------ |  |
| Accentus                  | Sara Michelin        | Studenter och unga vuxna |  |
| Domkyrkans Kammarkör      | Marie-Louise Beckman | Kammarkör                |  |
| Domkyrkokören             | Marie-Louise Beckman | Blandad kör              |  |
| Exaudi                    | Sara Michelin        | Ungdomskör               |  |
| Domkyrkans kammarorkester | Torbjörn Köhl        | Kammarorkester           |  |
| Domkyrkans stråkensemble  | Lina Hedström Berg   | Stråkensemble            |  |

## Bilder

### Exteriör

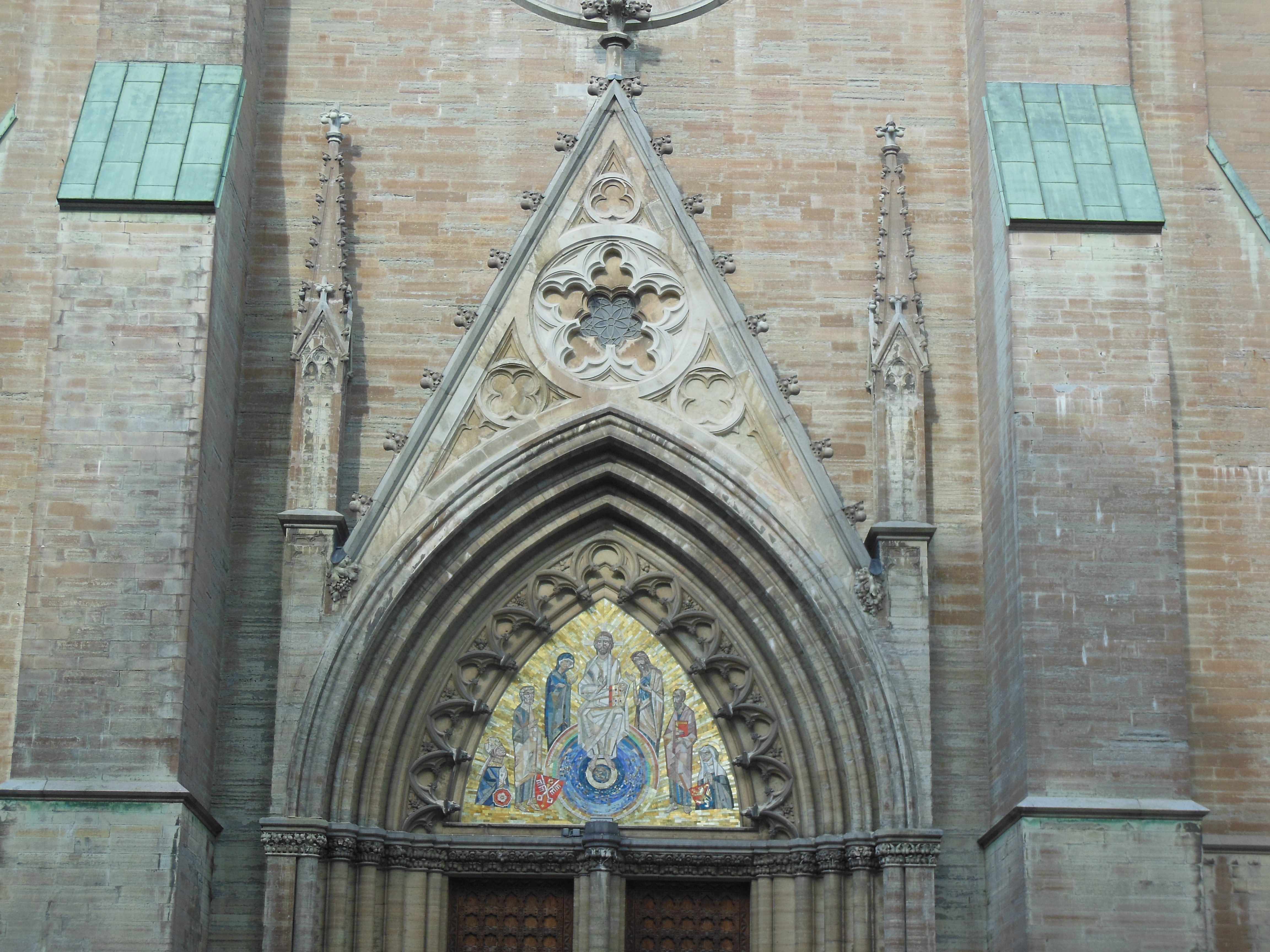
Fronton över västfasadens huvudentré.
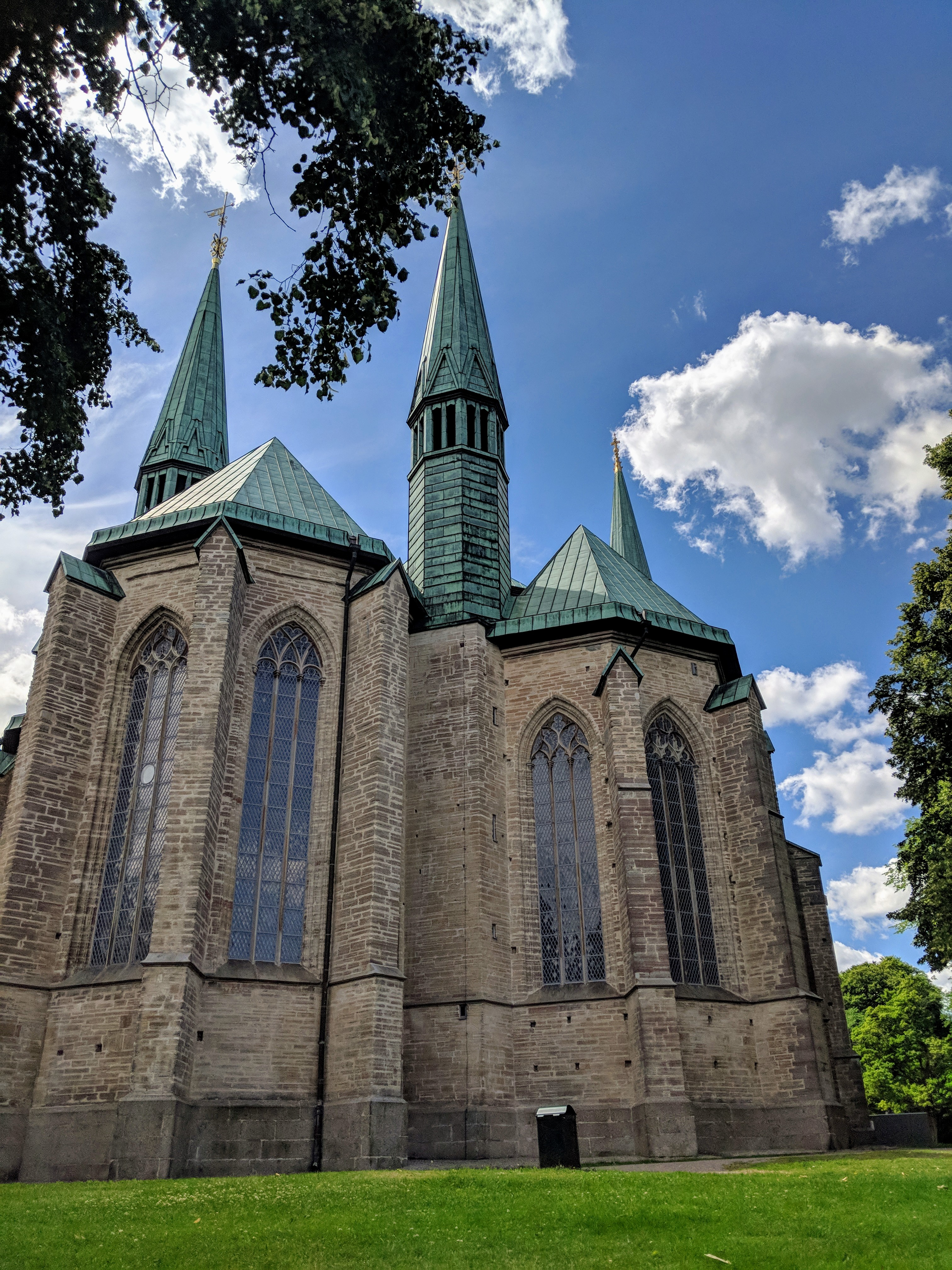
Mariakapellet och Nicolauskapellet från öster.
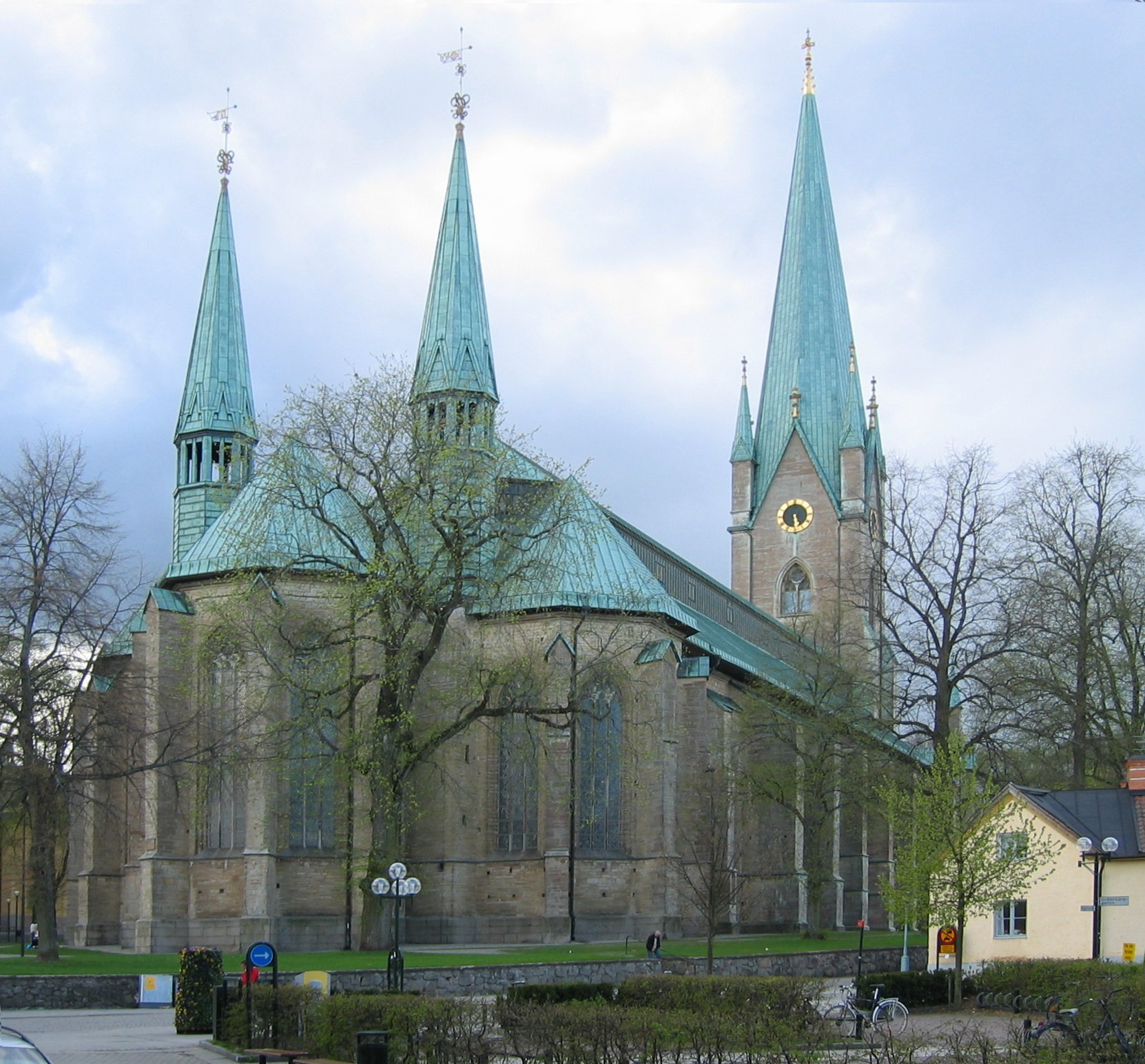
Vy från Ågatan i nordost.
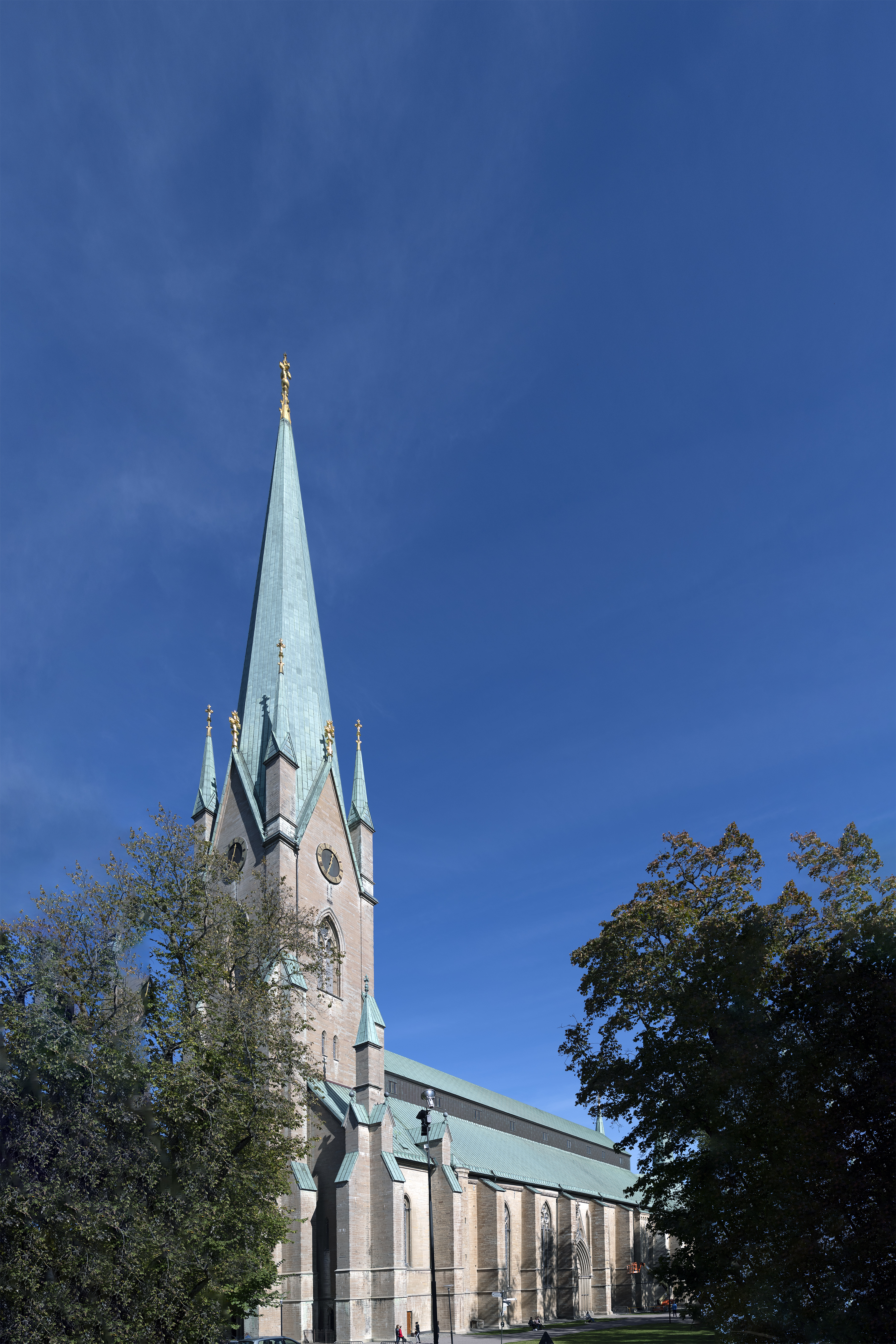
Domkyrkotornet sett från Linköpings slott.
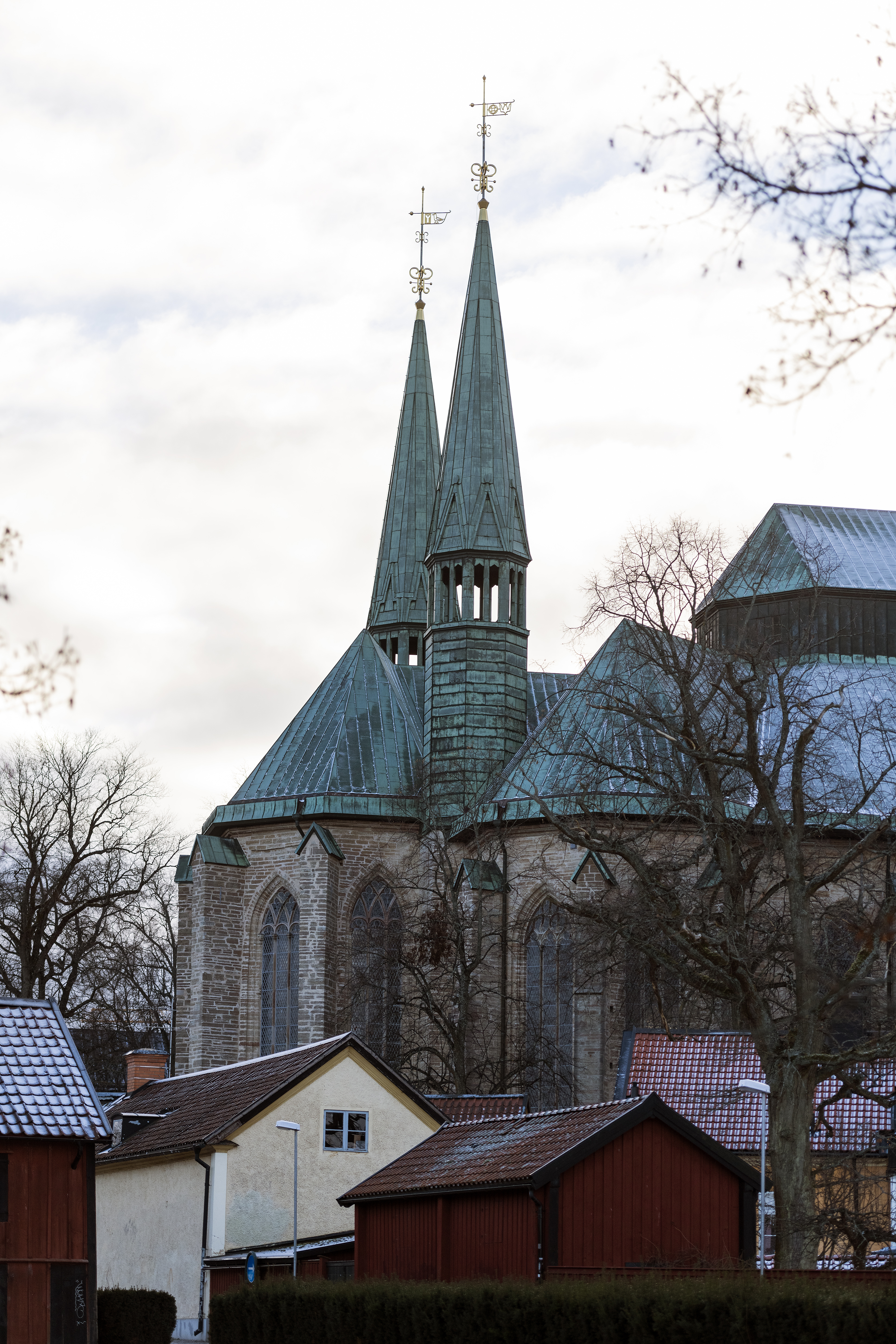
Koret med sina två spiror, sett från nordost.
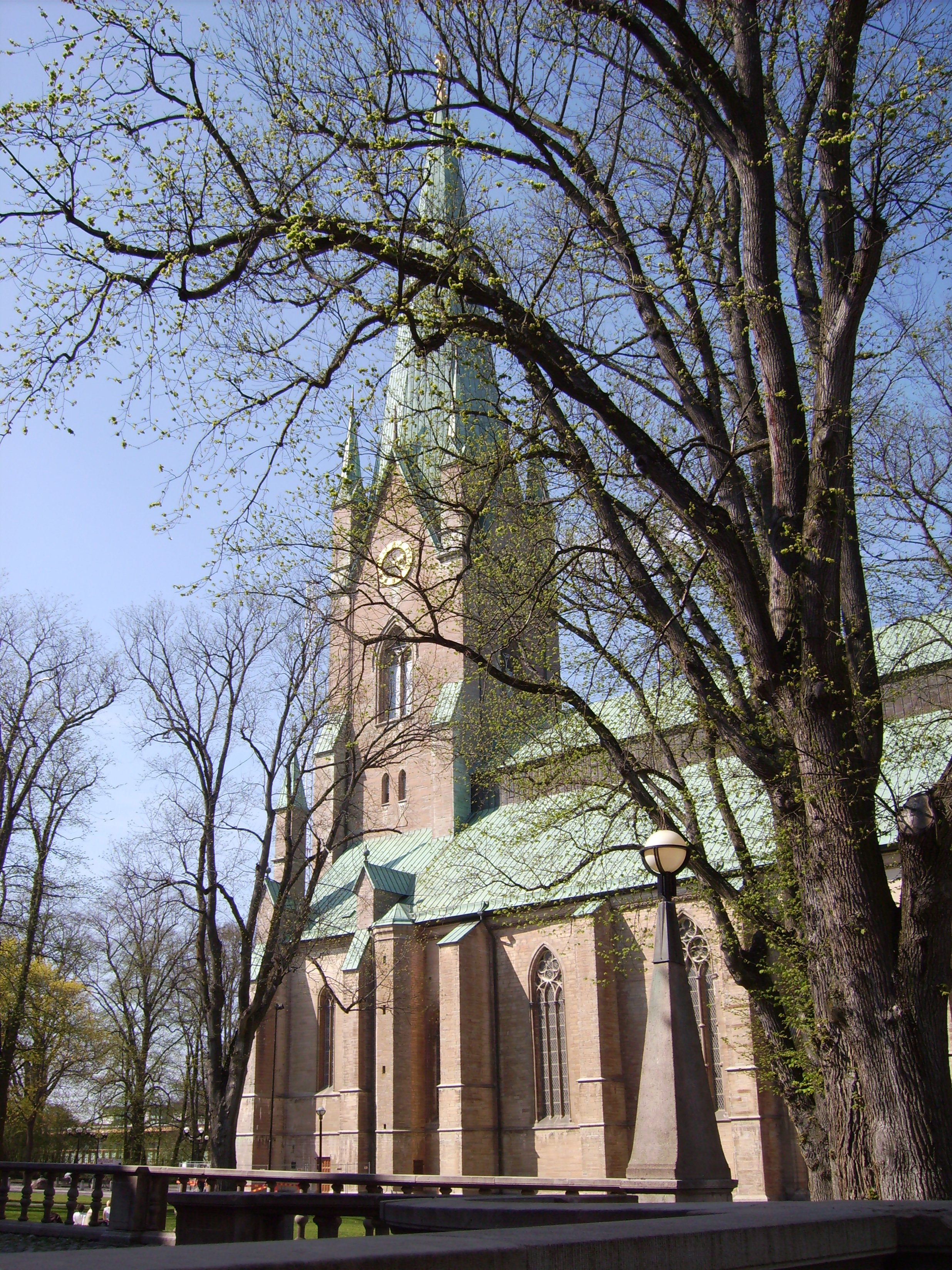
Vy från domkyrkoparken.
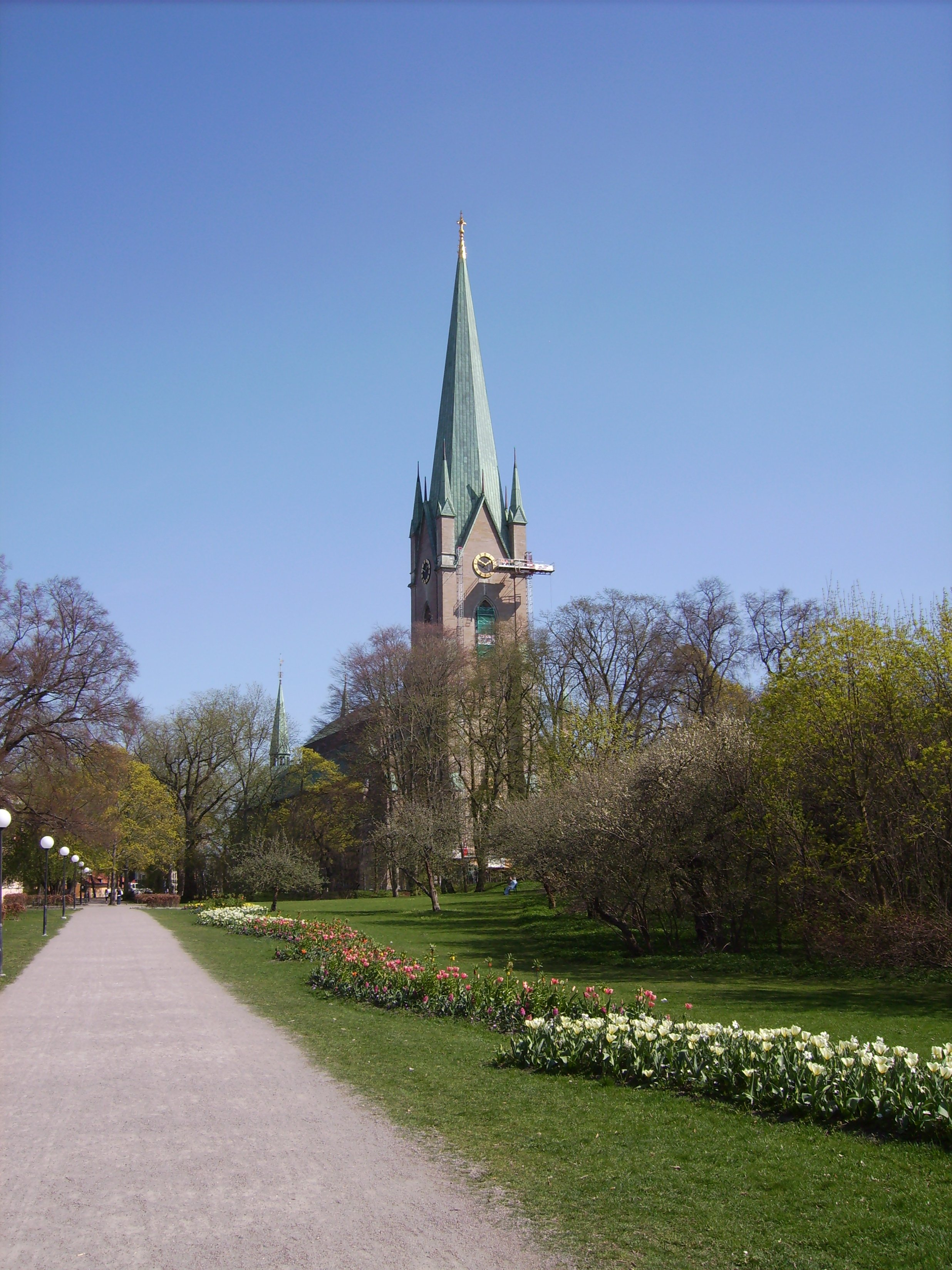
Västtornet sett från Stifts- och landsbiblioteket i väster.
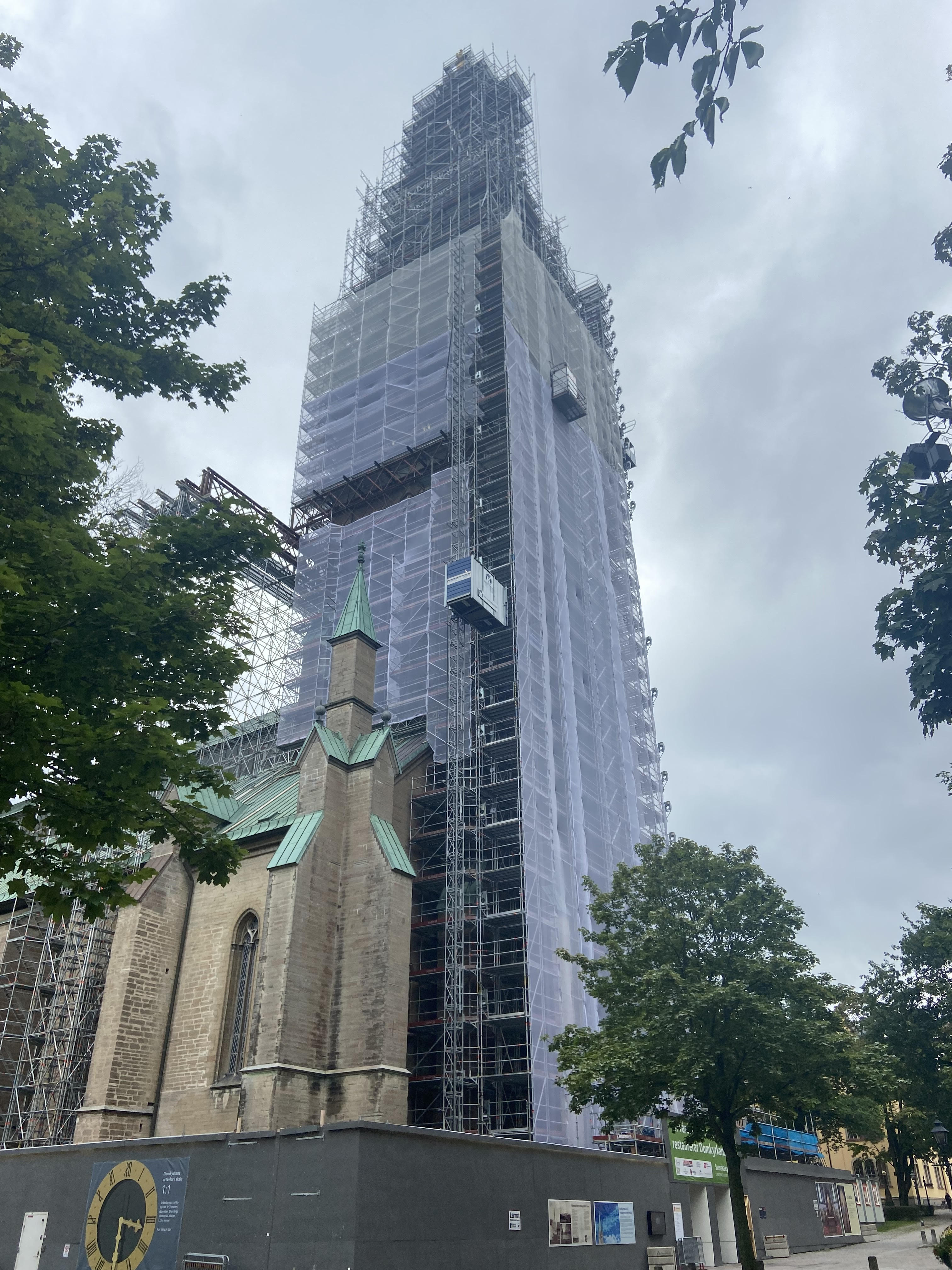
Renovering av domkyrkotornet (2023-08).
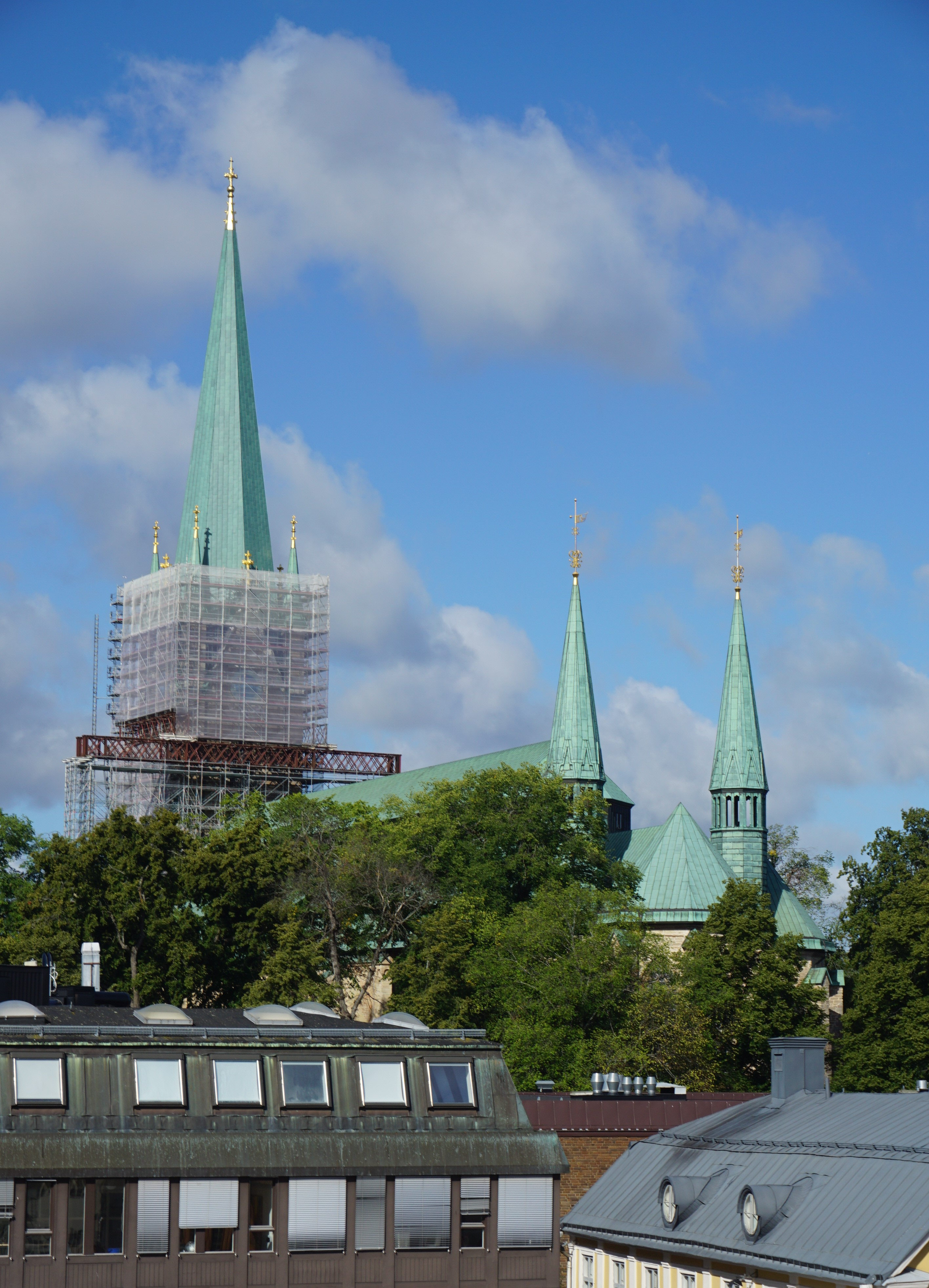
Renovering av domkyrkotornet (2024-08).

### Interiör

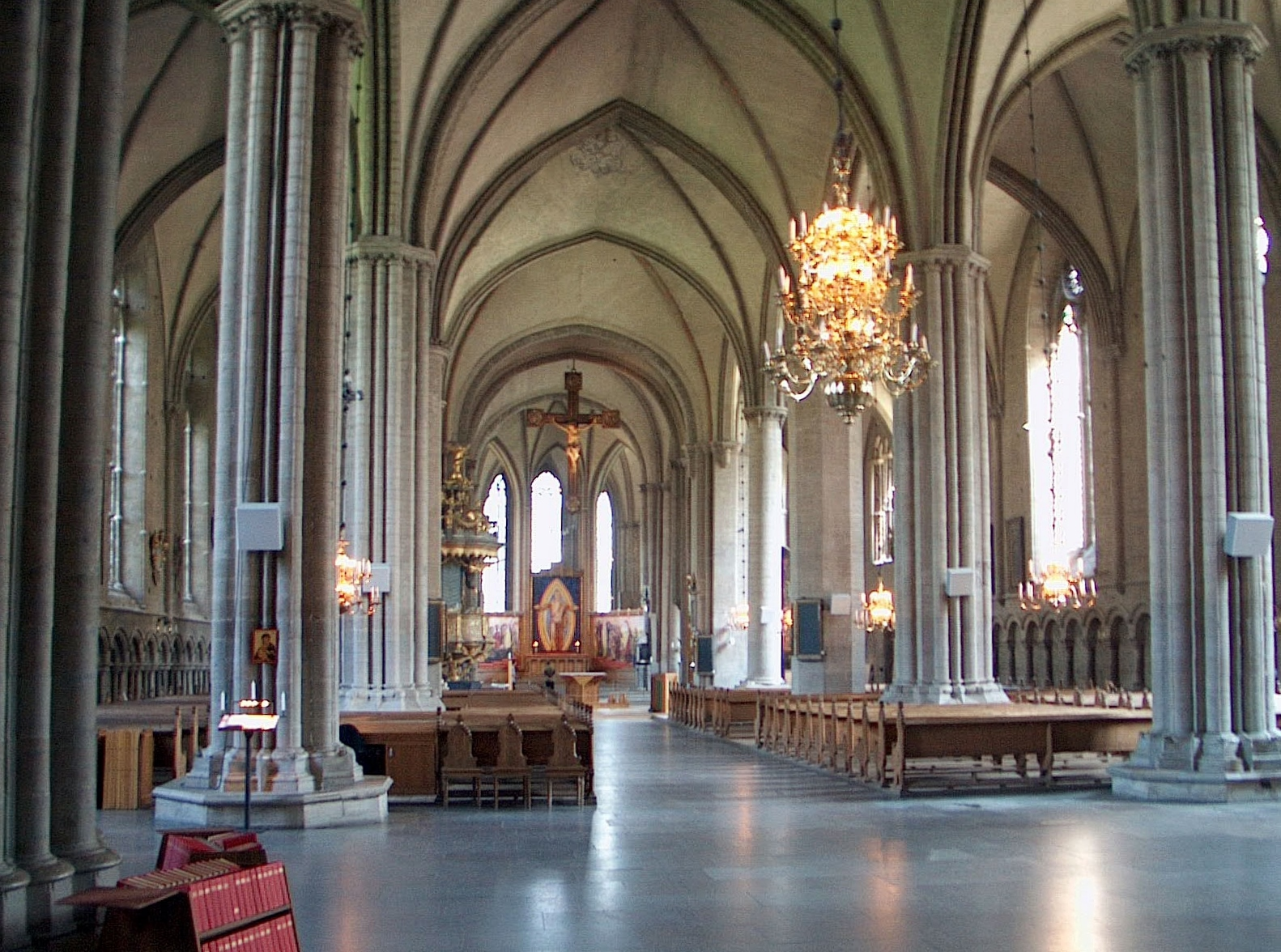
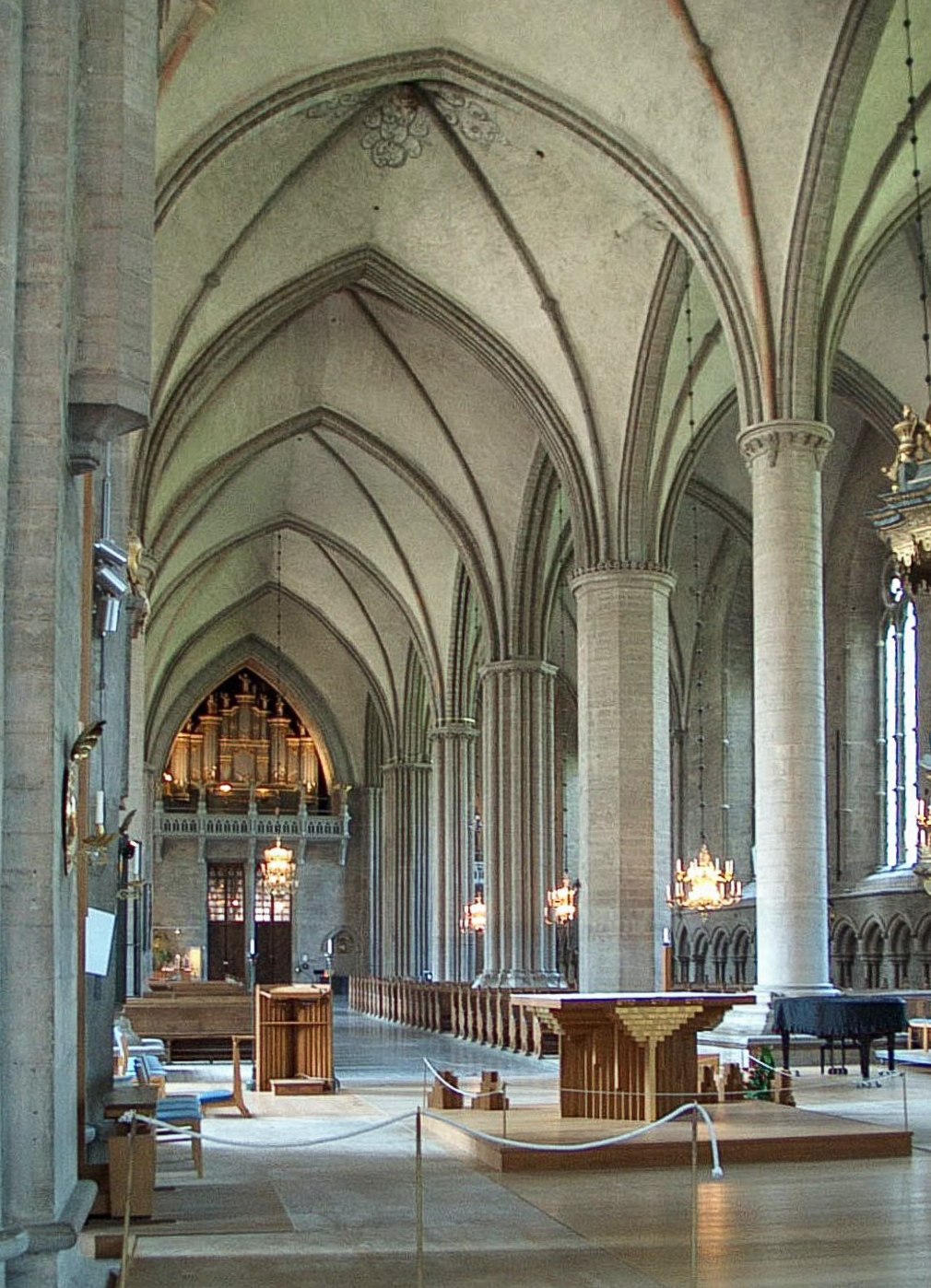
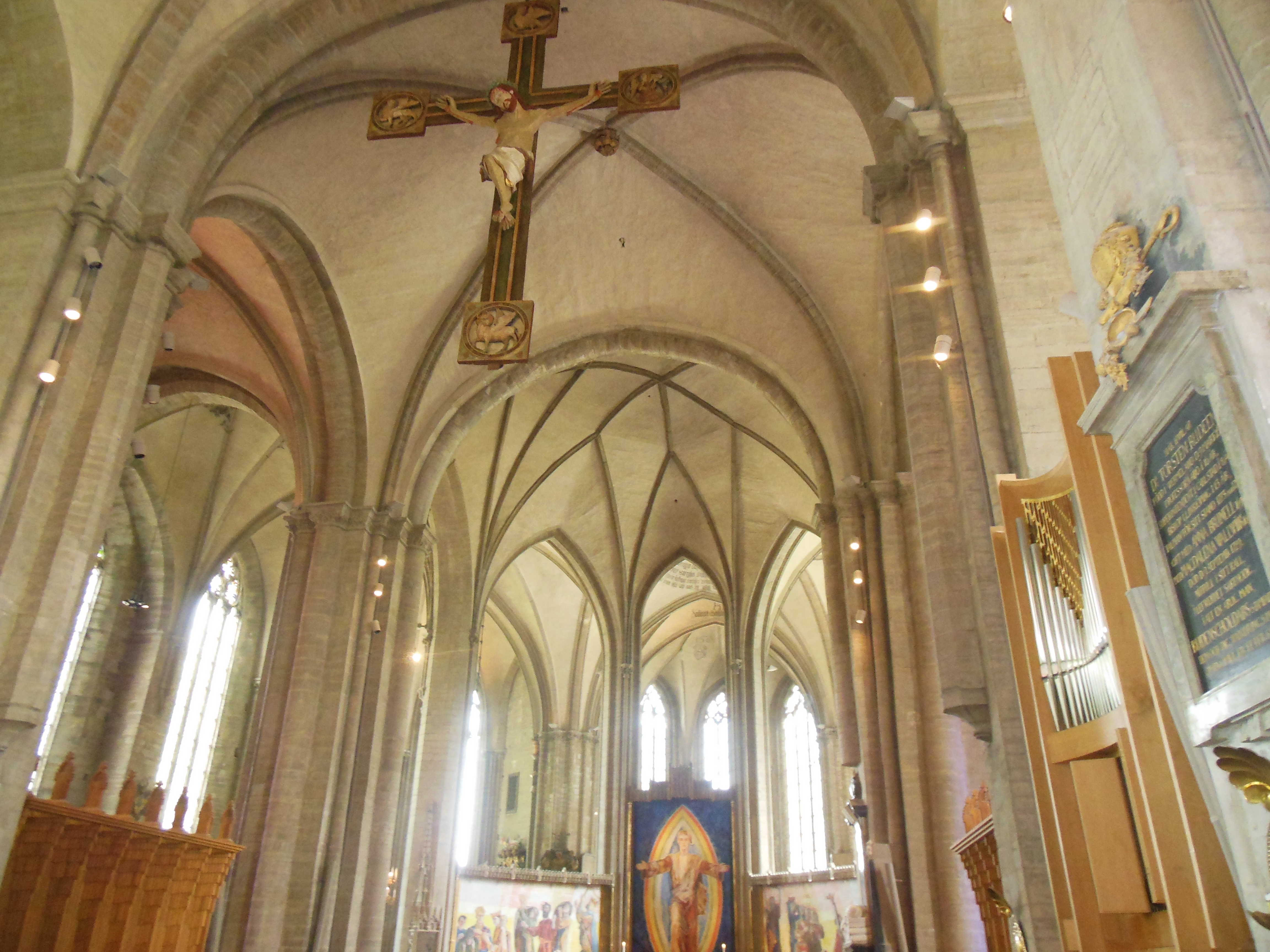
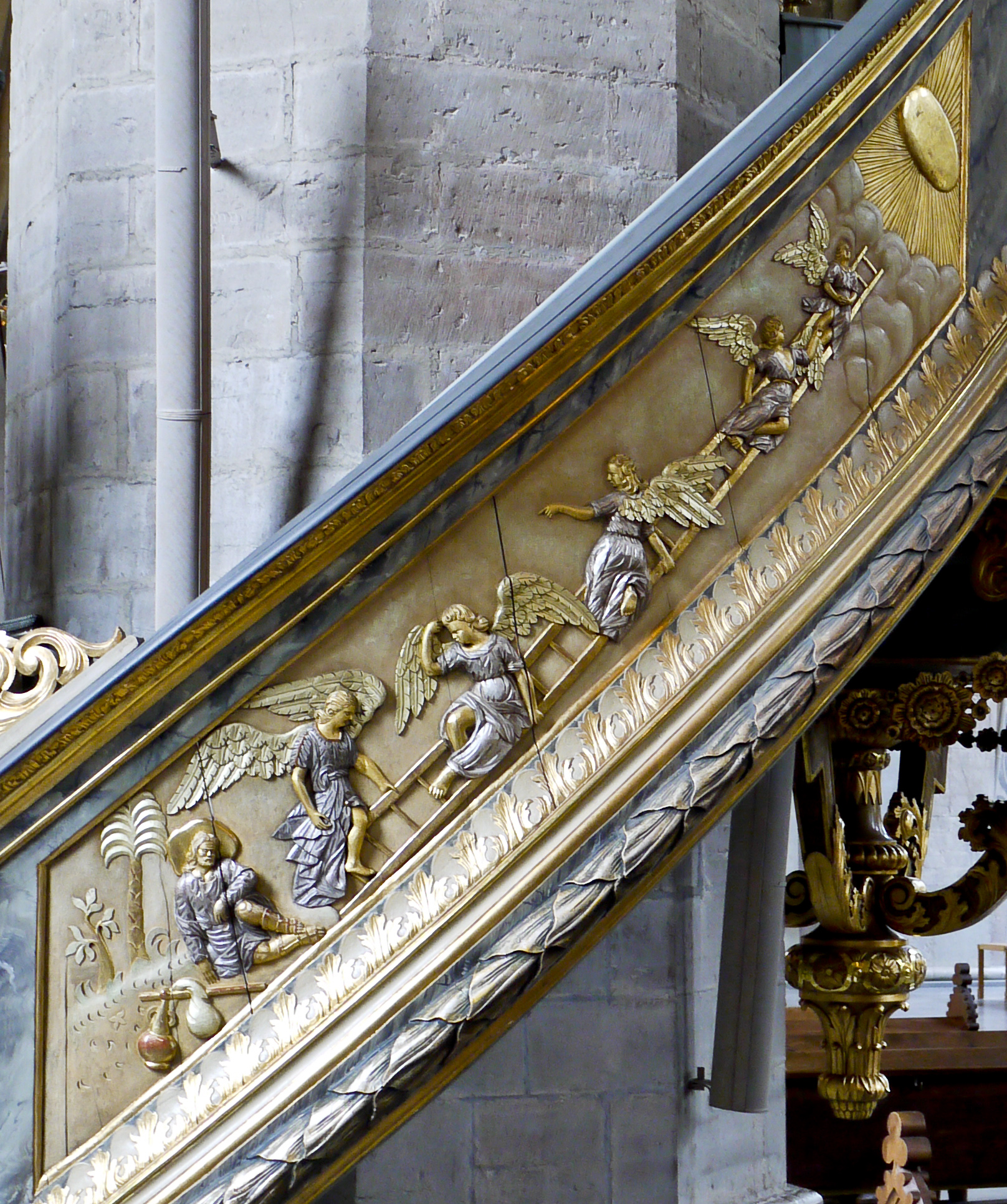
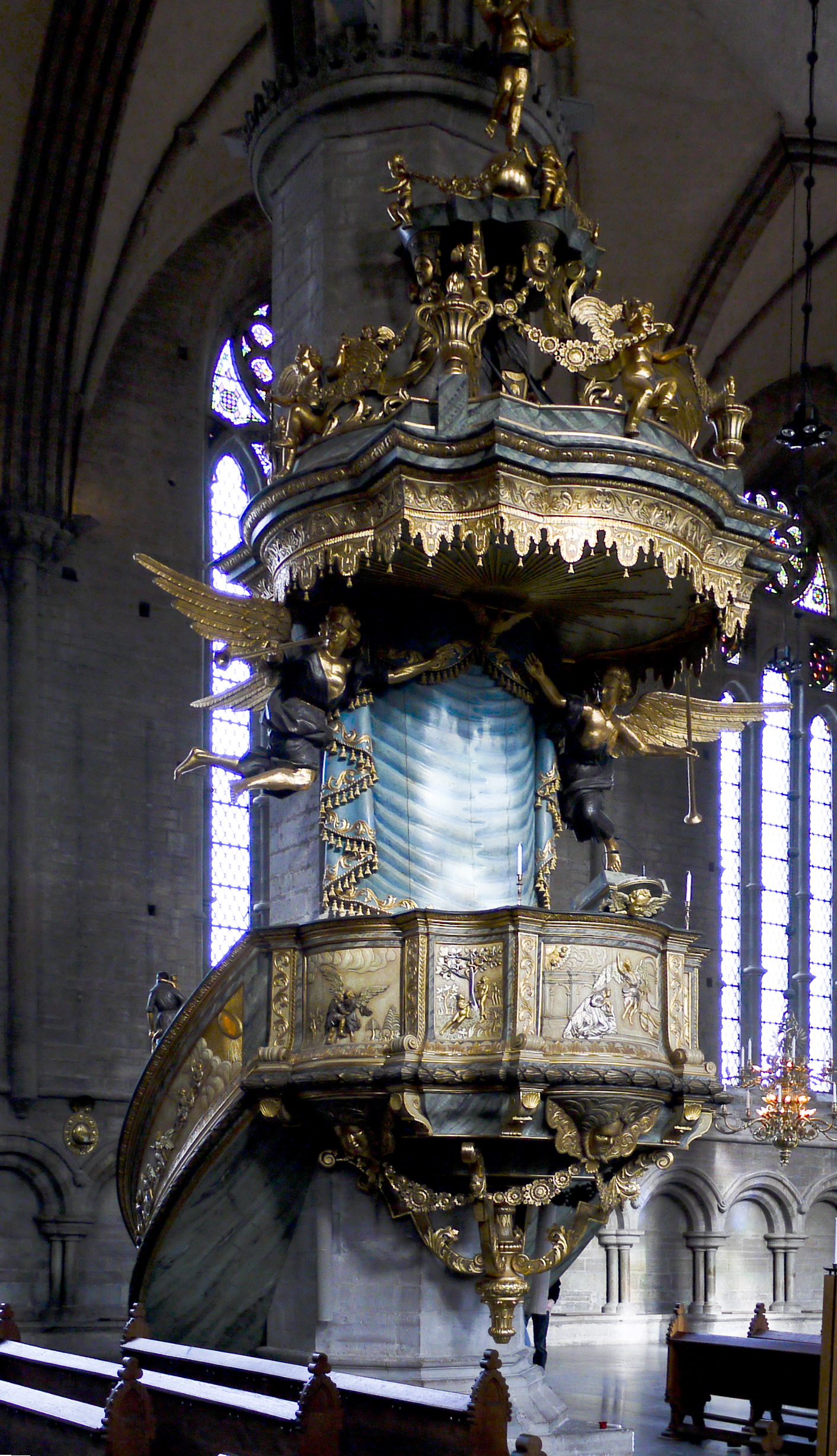
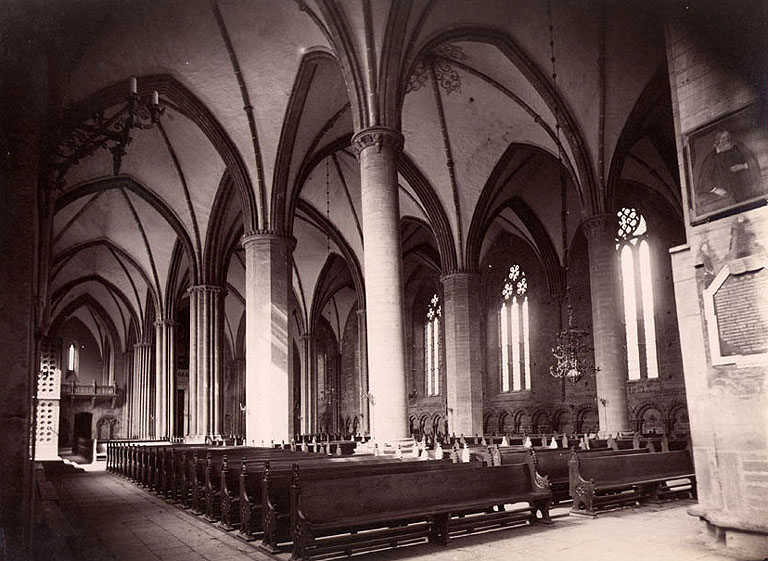
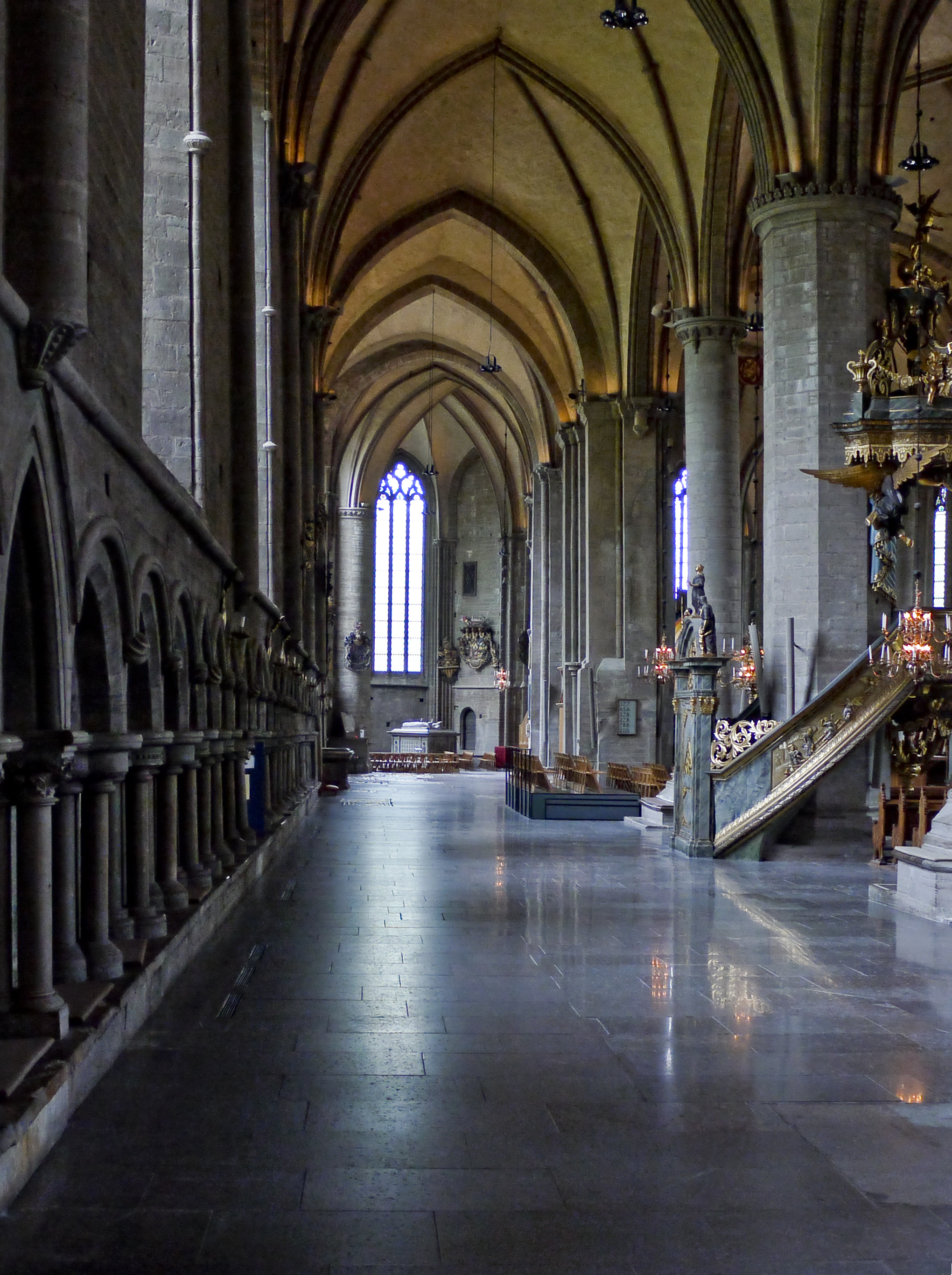
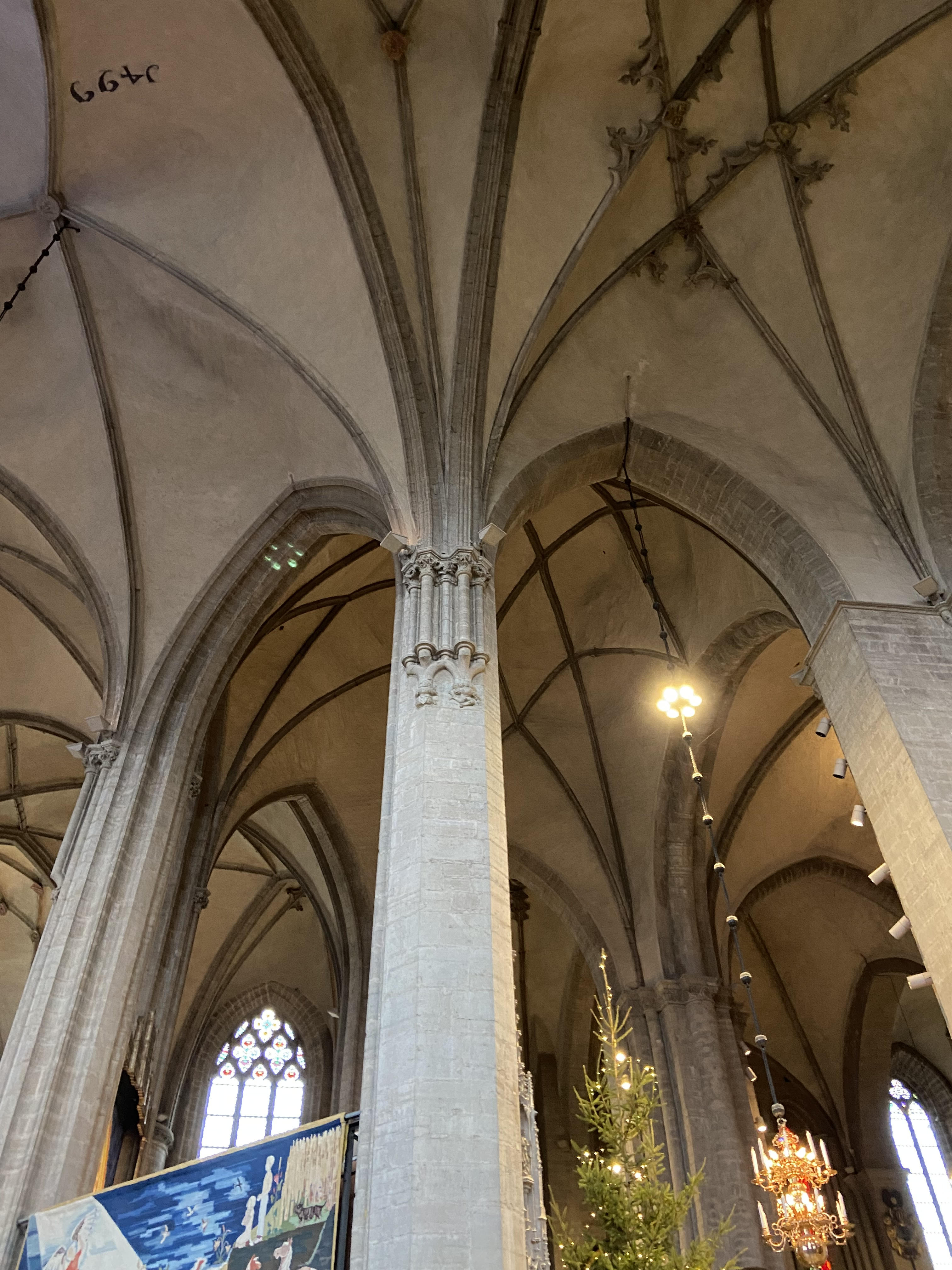
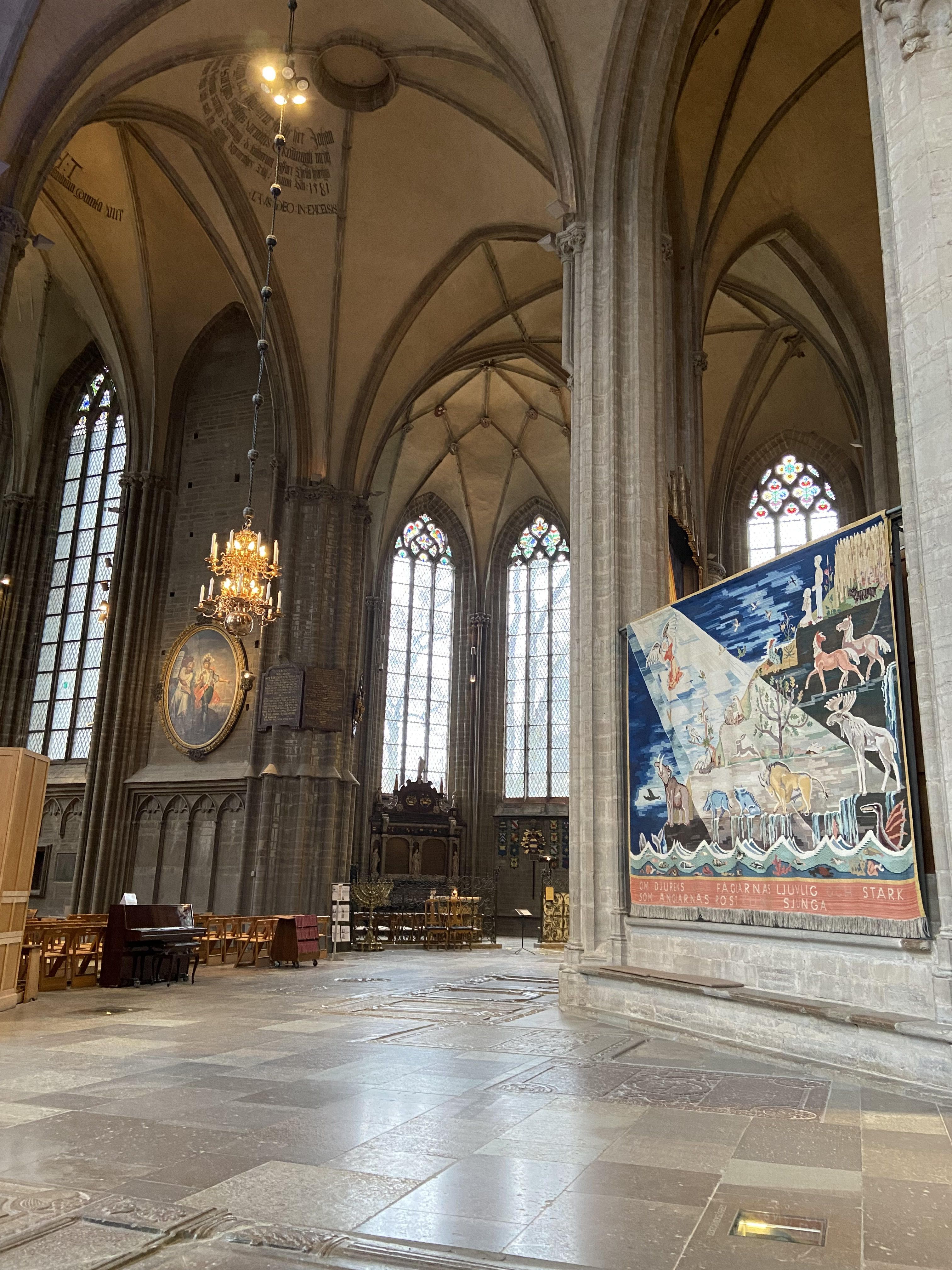
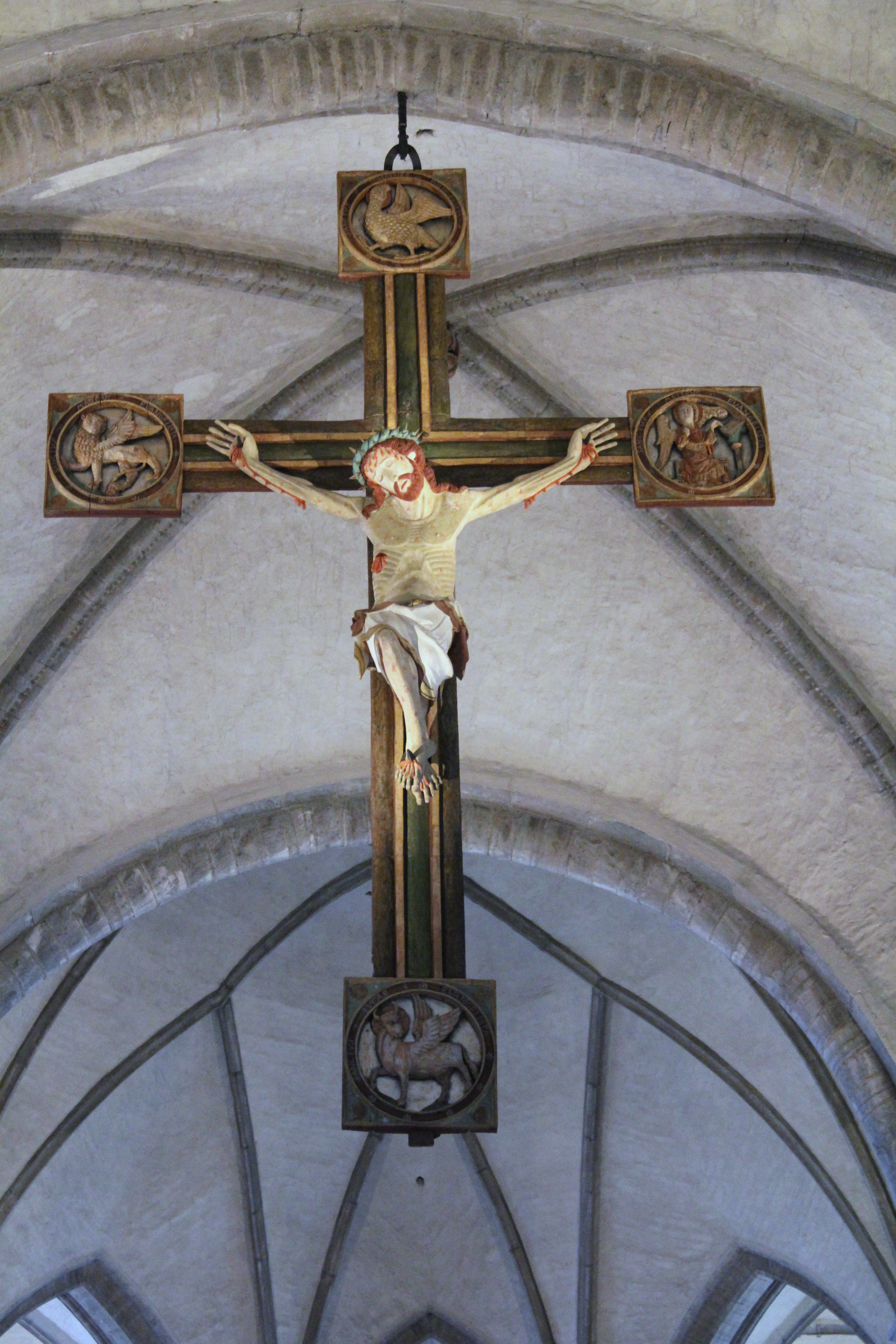
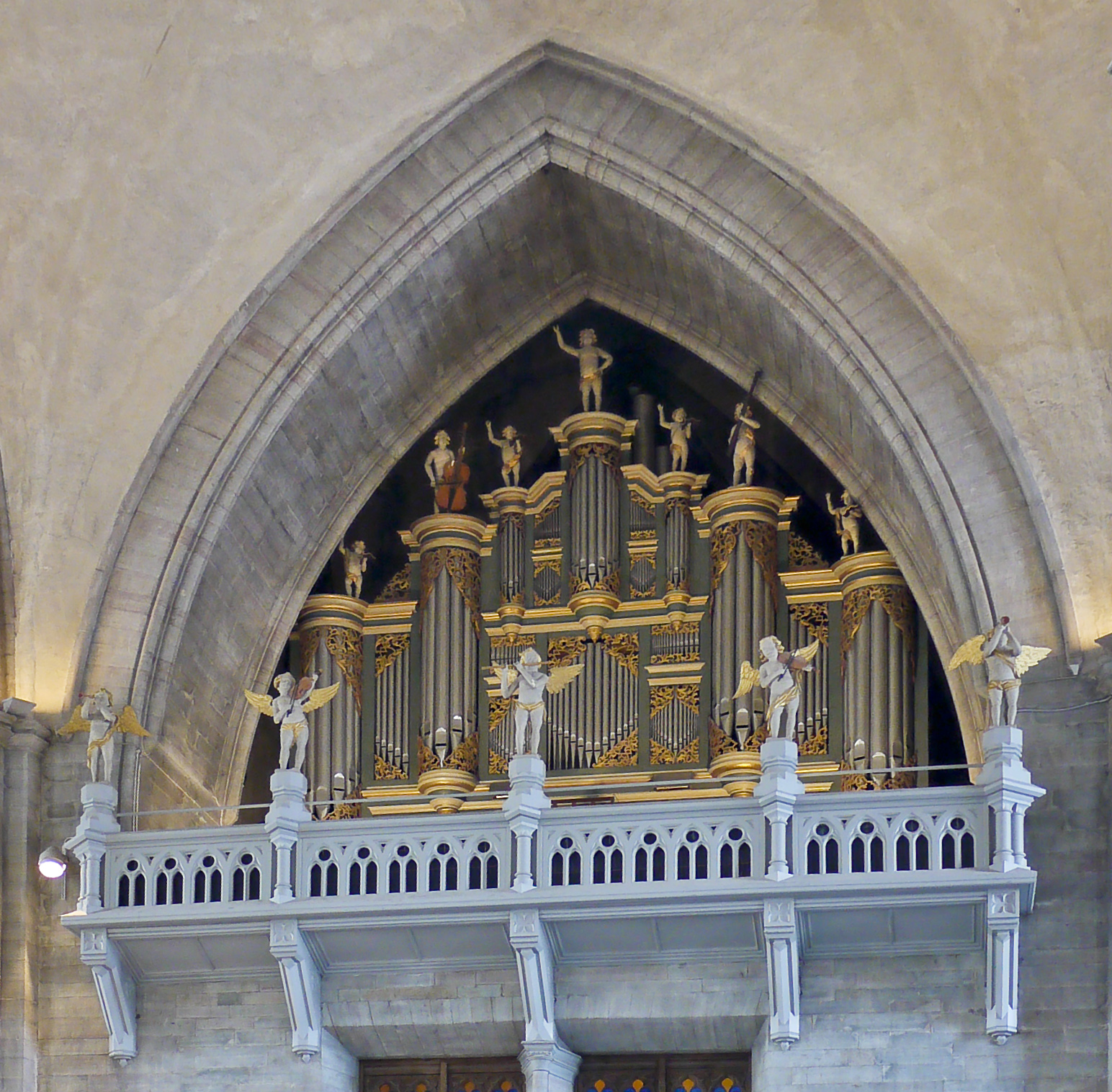